# 丹尼士飛鏢巴士

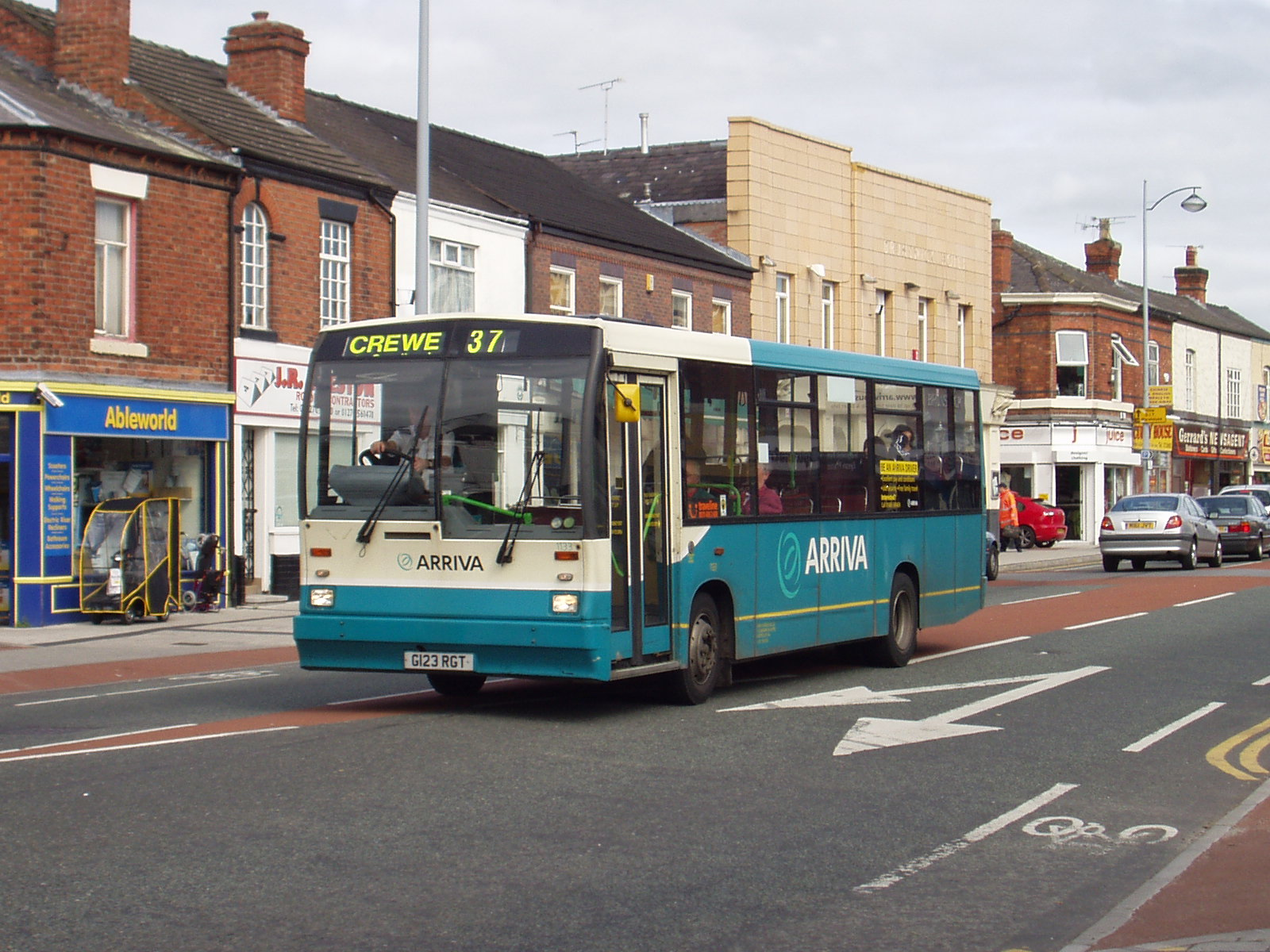
最早期的飛鏢巴士，大部分配以Duple的Dartline車身

丹尼士飛鏢（Dennis Dart，香港九龍巴士稱為丹尼士達智）是英國丹尼士車廠於1988年研製的後置引擎單層巴士。它的特低地台版本——丹尼士飛鏢SLF（Dennis Dart SLF）於1990年代中期面世。1990年代末期，飛鏢SLF更出現其衍生產品，11.3米長的丹尼士飛鏢SPD（Super Pointer Dart）及8.8米長的丹尼士飛鏢MPD（Mini Pointer Dart）。
丹尼士飛鏢系列是丹尼士車廠的一款成功的車款，銷售總數超越12,000輛，常見於英國本土、香港、澳門等地。
丹尼士飛鏢系列現已被亞歷山大丹尼士Enviro 200取代。

## 車身種類
自飛鏢巴士推出以來，可供配搭的車身種類多不勝數，以下為車身列表：

### 非特低地台
| 非特低地台飛鏢巴士車身資料                          | 非特低地台飛鏢巴士車身資料 | 非特低地台飛鏢巴士車身資料                                                   |
| 車身名稱                                            | 首次採用年份               | 備註                                                                         |
| --------------------------------------------------- | -------------------------- | ---------------------------------------------------------------------------- |
| Duple Dartline                                      | 1989                       | 1990年將設計圖售予Carlyle。                                                  |
| Carlyle／Marshall C25、C26、C27、C28                | 1990                       | 1991年將設計圖售予Marshall。                                                 |
| Wadham Stringer Portsdown                           | 1990                       |                                                                              |
| Reeve Burgess／Plaxton Pointer                      | 1990                       | Plaxton於1991年將子公司Reeve Burgess關閉並接手生產；後來改良為特低地台版本。 |
| Wright Handybus                                     | 1990                       |                                                                              |
| Bailey                                              | 1991                       | 特別用途車身。                                                               |
| East Lancs EL2000                                   | 1991                       | 1996年推出改良版本。                                                         |
| Northern Counties Paladin                           | 1991                       | 1994年推出改良版本。                                                         |
| Alexander Dash                                      | 1991                       | 1995年推出改良版本。                                                         |
| Berkhof 2000NL                                      | 1991                       | 左駕版本；德國飛鏢巴士裝配的車身。                                           |
| Duple Metsec T04、T33、T34                          | 1993                       | 只提供散件予買家自行裝嵌。                                                   |
| Marshall C35、C36、C37                              | 1993                       | 改良自Carlyle C27型車身，後來再改良為低地台車身—Capital。                    |
| Wadham Stringer Winchester                          | 1993                       | 客車車身。                                                                   |
| Volgren                                             | 1994                       | 澳洲飛鏢巴士裝配的車身。                                                     |
| Leicester Carriage Builders                         | 1994                       | 包括特別用途車身。                                                           |
| Duple Metsec T36                                    | 1995                       | 只提供散件予買家自行裝嵌；UMW-Dennis飛鏢巴士裝配的車身。                     |
| Wadham Stringer／Universal Vehicles Group Urbanstar | 1995                       | Wadham Stringer只曾生產一套相關車身後便改組為UVG。                           |
| 廣州穗景客車制造廠                                  | 1997                       | 客車車身；只曾裝配於一輛飛鏢巴士上。                                         |

### 特低地台
| 特低地台飛鏢巴士車身資料                                      | 特低地台飛鏢巴士車身資料 | 特低地台飛鏢巴士車身資料                                                          |
| 車身名稱                                                      | 首次採用年份             | 備註                                                                              |
| ------------------------------------------------------------- | ------------------------ | --------------------------------------------------------------------------------- |
| Plaxton Pointer (SLF Version)                                 | 1995                     | 後來改良為Pointer 2。                                                             |
| Berkhof 2000NL                                                | 1995                     | 左駕版本；德國飛鏢巴士裝配的車身。                                                |
| East Lancs Spryte                                             | 1996                     |                                                                                   |
| Universal Vehicles Group Urbanstar／ Salvador Caetano Compass | 1996                     | 1998年UVG被Salvador Caetano收購，Urbanstar亦因而改稱Compass；2000年被Nimbus取代。 |
| Volgren                                                       | 1996                     | 澳洲飛鏢巴士裝配的車身。                                                          |
| Volgren CR221L                                                | 1997                     | 澳洲飛鏢巴士裝配的車身。                                                          |
| Wright Crusader                                               | 1997                     |                                                                                   |
| Designline                                                    | 1997                     | 紐西蘭飛鏢巴士裝配的車身。                                                        |
| Alexander ALX200                                              | 1997                     |                                                                                   |
| Marshall／MCV Capital (C39)                                   | 1997                     | 後來改良為Capital 2；2002年將設計圖售予MCV。                                      |
| Custom Coaches                                                | 1997                     |                                                                                   |
| Plaxton／TransBus／Alexander Dennis Pointer 2                 | 1997                     | 2002年起漸漸改以TransBus及Alexander名義生產；2004年起再改以ADL名義生產。          |
| Hispano Carrocera VOV II                                      | 1997                     | 左駕版本；西班牙飛鏢巴士裝配的車身。                                              |
| North Coast Bus & Coach                                       | 1998                     | 澳洲飛鏢巴士裝配的車身。                                                          |
| Marcopolo Allegro                                             | 1999                     | 左駕版本；葡萄牙飛鏢巴士裝配的車身。                                              |
| Camo Camus                                                    | 1999                     | 左駕版本；葡萄牙飛鏢巴士裝配的車身。                                              |
| Salvador Caetano Nimbus                                       | 1999                     | 2002年推出短窄版本—Slimbus。                                                      |
| Unvi Cidade II                                                | 2000                     | 左駕版本；西班牙飛鏢巴士裝配的車身。                                              |
| Hispano Carrocera Habit                                       | 2001                     | 左駕版本；西班牙飛鏢巴士裝配的車身。                                              |
| Express                                                       | 2001                     | 澳洲飛鏢巴士裝配的車身；只曾裝配於一輛飛鏢SLF巴士上。                             |
| Marshall Capital 2／ MCV Stirling                             | 2001                     | 2002年將設計圖售予MCV，MCV將之改稱Stirling；2005年被Evolution取代。               |
| Geelong Coach Works                                           | 2002                     | 澳洲飛鏢巴士裝配的車身。                                                          |
| Castrosúa CS40 City II                                        | 2002                     | 左駕版本；西班牙飛鏢巴士裝配的車身。                                              |
| Neobus 502 NG                                                 | 2002                     | 馬爾他飛鏢巴士裝配的車身；只曾裝配於一輛飛鏢SLF巴士上。                           |
| East Lancs Myllennium                                         | 2003                     |                                                                                   |
| MCV Evolution                                                 | 2005                     |                                                                                   |

### UMW-Dennis
除了英國本土生產的丹尼士飛鏢巴士，丹尼士亦曾於1995年至2002年間與馬來西亞UMW合資成立UMW-Dennis，並建立生產線生產丹尼士飛鏢巴士及丹尼士長矛巴士底盤供應東南亞市場。

## 各地使用狀況

### 英國
丹尼士飛鏢巴士之所以取得空前成功，適逢當時英國政府逐漸將國營巴士公司開放予私人營辦商經營，大量小規模的地區性巴士公司因而誕生，而丹尼士飛鏢的短小外形和簡約的設計正好與這些小型公司不謀而合，適合行走於人口規模不大的英國城鎮，所以為丹尼士帶來大量訂單。故英國本土行走的丹尼士飛鏢數目佔全球大多數，不少車身廠亦因應這鼓浪潮而陸續提供可供丹尼士飛鏢裝配的巴士車身，令丹尼士飛鏢成為少數外形極多變化的巴士車款。

### 香港
香港5間專利巴士公司都曾經購買丹尼士飛鏢，是少數效力於香港所有專利巴士公司的車型之一。

#### 九龍巴士

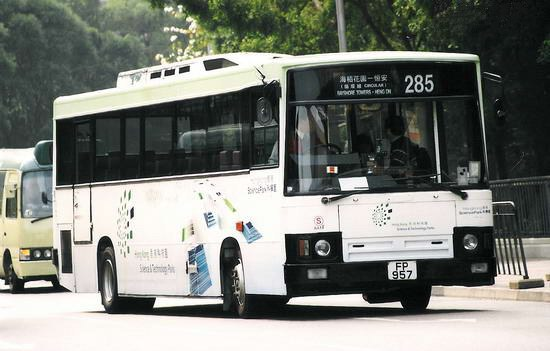
九龍巴士大部分丹尼士飛鏢均選配Duple Metsec車身

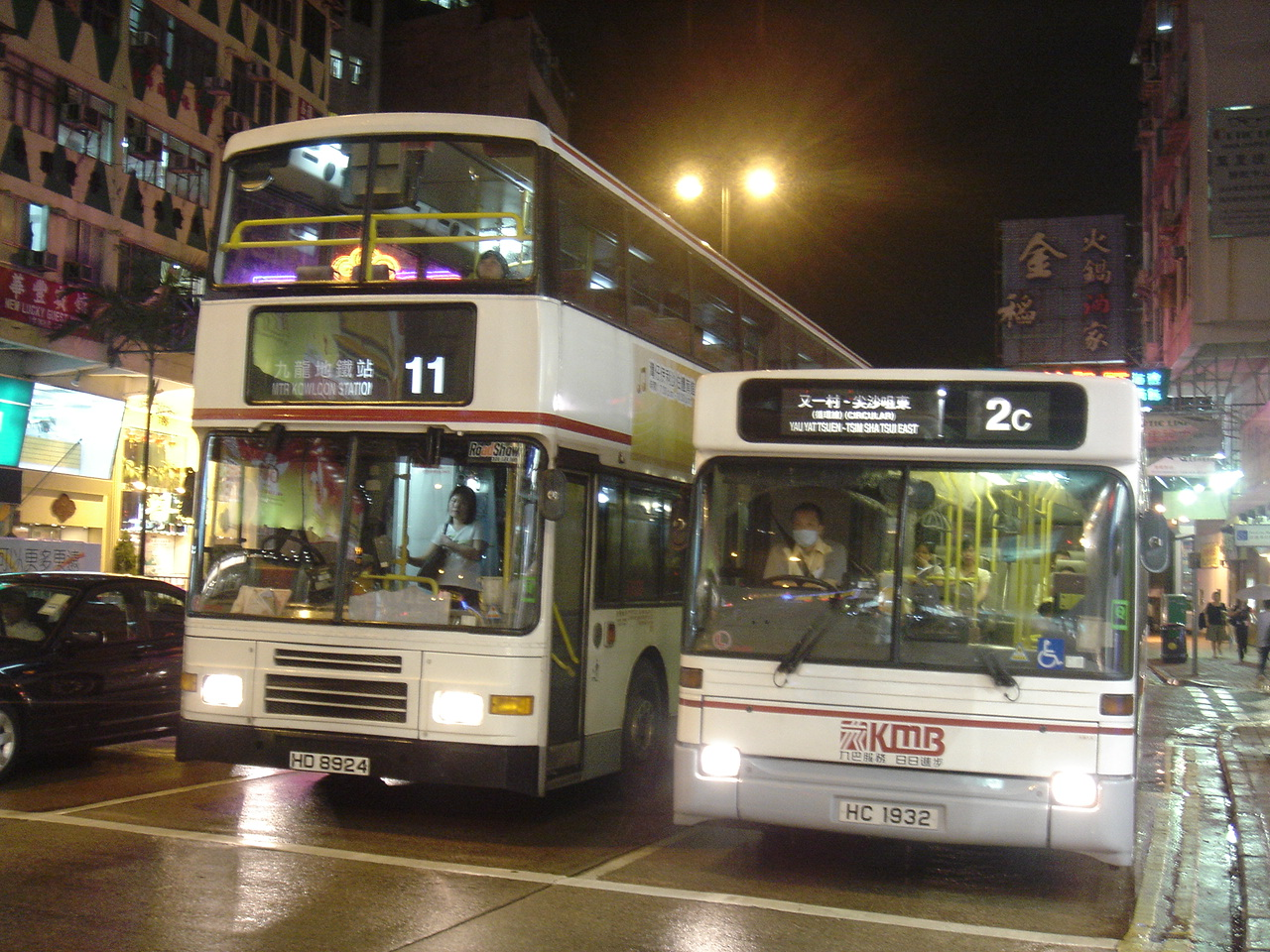
九龍巴士選配Plaxton Pointer車身的丹尼士飛鏢SLF，是為「易搭巴士」

九龍巴士是香港最大的丹尼士飛鏢巴士用家，曾經擁有共70輛一手及二手飛鏢巴士。
1990年，丹尼士車廠主動提供2輛9米長，配Duple Dartline車身及分別裝上德國超卓（Sutrak）和日本電裝空調系統的樣辦巴士予九龍巴士及九廣鐵路巴士部試用。一年試用期完結後，兩輛巴士均被退回代理商，兩間公司亦暫未有表態是否訂購新車，於是兩輛巴士被分別閒置於兩巴士公司車廠內一段長時間。
1993年，九龍巴士決定引進共20輛長9.8米的丹尼士飛鏢，新車車身改配由都普金屬設計的車身，空調系統則全數為超卓出品，並以散件形式運送到港，再交由屯門九龍巴士裝嵌廠負責裝嵌車身。九龍巴士亦同時向丹尼士車廠購入兩輛樣辦巴士，並於兩車再次投入服務前將原來反光問題嚴重的車頭顯示牌更換為Carlyle設計的直立式顯示牌。兩輛樣辦巴士獲配車隊編號AA1及AA2，20輛新車則緊隨其後編為AA3-AA22。其中AA1及AA8在服役一段時間後分別被改作九巴流動服務中心（已於2008年退役）及訓練巴士。
1994年，九龍巴士再引入20輛飛鏢巴士，新車同樣選配都普金屬車身，與上一批飛鏢巴士的最大分別則在於兩者駕駛室窗戶大小及車尾路線顯示牌位置不同。新訂單中，部分巴士預先被加裝行李架及絲絨座椅，用以行走機場路線；部分於1996年起則被加裝手動減速器，以取代原來行走51線的都城巴士。值得一提的是，由於當時屯門九龍巴士裝嵌廠正忙於裝嵌其他新車，故20輛巴士特別交由英國Wadham Stringer車身廠代為裝嵌車身才付運到港；隨著AA3-AA42已於2009年至2012年間全數退役，AA8成為最後一輛都普車身飛鏢巴士，並於2015年由AA60退役後改裝為訓練巴士取代。
1995年，九龍巴士再向丹尼士車廠購入共11輛飛鏢巴士，但這次全部巴士改配Northern Counties車身，其中6輛獲配車隊編號AA43-AA48並投入服務，後來編號AA43-AA47的飛鏢巴士連同其餘5輛未出牌飛鏢巴士於1997年售予藝東巴士有限公司（即皇巴士）。
同年，九龍巴士得悉廠方即將推出特低地台版飛鏢巴士，故特別訂購2輛10.1米版作為測試，新車於1996年到港後，成為全港首批特低地台巴士，並獲得「易搭巴士」的稱號。新車首次選用Plaxton Pointer車身，在投入服務後隨即被調往88K線行走以測試其性能；後來九龍巴士再加訂10輛相同規格巴士並投放於不同路線，12輛飛鏢SLF巴士獲配車隊編號AA49-AA60；其中編號AA51、AA54及AA56-AA59的飛鏢SLF於2003年轉售至珀麗灣客運。首兩輛飛鏢SLF之一的AA50於2011年因交通意外而提早退役，其餘飛鏢SLF則於2014年至2015年間陸續全數退役。
2003年10月，九龍巴士向新世界第一巴士購入10輛1998年投入服務的10.7米版本丹尼士飛鏢SLF，編號為AA61-AA70。10輛巴士均選用Plaxton Pointer 2雙門車身，投入服務後仍然保留新巴時期的電子數字路線牌及車內淺藍色扶手，並投放於2D、7M、224M及211等路線。編號AA64及AA68的飛鏢SLF因機件嚴重磨損，先後於2014年及2015年正式退役。
到了2016年，九龍巴士在每天亦會安排一輛丹尼士飛鏢巴士到竹園邨巴士總站，作員工休息室之用，而一共有三輛丹尼士飛鏢巴士曾用作員工休息室，用車分別為（HV6817>HV9990>HV6963>HV9990）。
到了2016年9月8日，竹園邨巴士總站的員工休息室及站長室落成啟用，九龍巴士最後一輛的丹尼士飛鏢巴士（HV9990）車隊編號AA70亦功成身退，同時表示了九龍巴士除為訓練巴士的AA60外，所有丹尼士飛鏢巴士已經全數退役。

#### 中華巴士

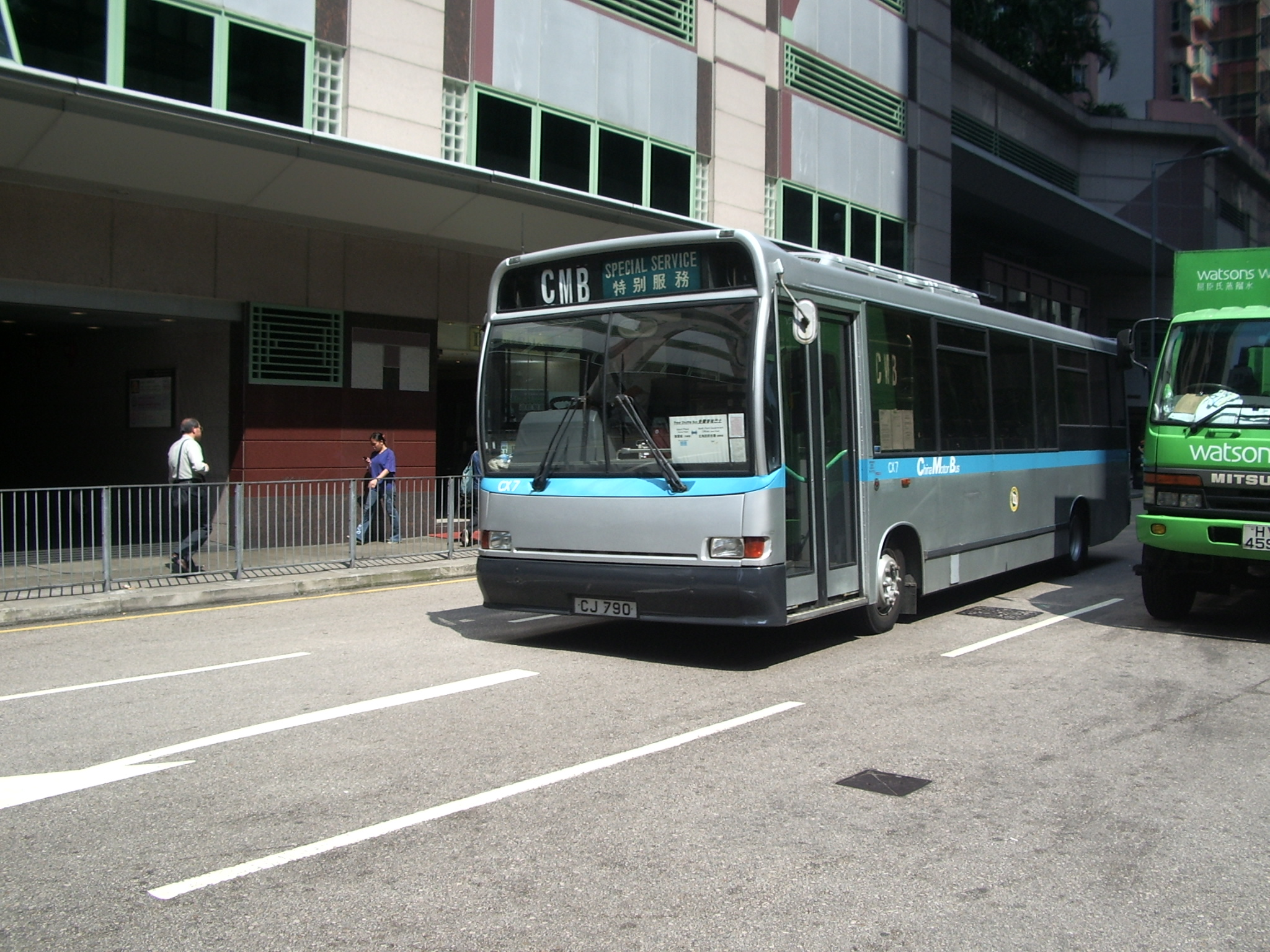
中巴非專利飛鏢巴士，曾主力行走機場路線

1991年，中華汽車有限公司向廠方引入20輛9.8米長、配Carlyle車身（採用原Duple Dartline設計改良而成）的飛鏢巴士，首輛巴士於同年2月率先投入服務，並特別髹上樣辦巴士色彩，其餘車輛亦於同年9月起陸續投入服務。新車車廂全數採用淺藍色軟墊座椅，並附設黑色膠製頭枕（同時有扶手作用）。20輛飛鏢巴士獲配車隊編號DC1-DC20，投入服務後曾經行走25、260豪華巴士線及A20機場巴士線等，亦間中支援山頂及海底隧道路線。直至1998年9月1日，因應中巴喪失專營權，20輛飛鏢巴士連同大部分原中巴車輛於同日轉售新世界第一巴士。
另外，為配合中巴成功申請開辦A20機場巴士路線，中巴於1994年增購8輛9.8米飛鏢巴士，新車特別採用線條更為美觀的Marshall車身（採用原Carlyle設計改良而成），車廂一律設有行李架，並髹上機場巴士色彩，車隊編號為CX1-CX8，同年投入服務後先被調往260及262線行走，待A20線於翌年開辦後方全數成為該線主力車輛。中巴退出專利巴士業務後，8輛機場版飛鏢成為少數仍留在中巴的巴士，其後CX3-CX8成為港運城來往北角政府合署的免費循環路線用車。CX1-CX3已於2007年退役，CX8亦已於2011年退役並成為零件車。隨著中巴於2015年6月30日取消唯一的免費循環路線，車齡已屆21年的最後4輛飛鏢巴士正式功成身退。

#### 新世界第一巴士

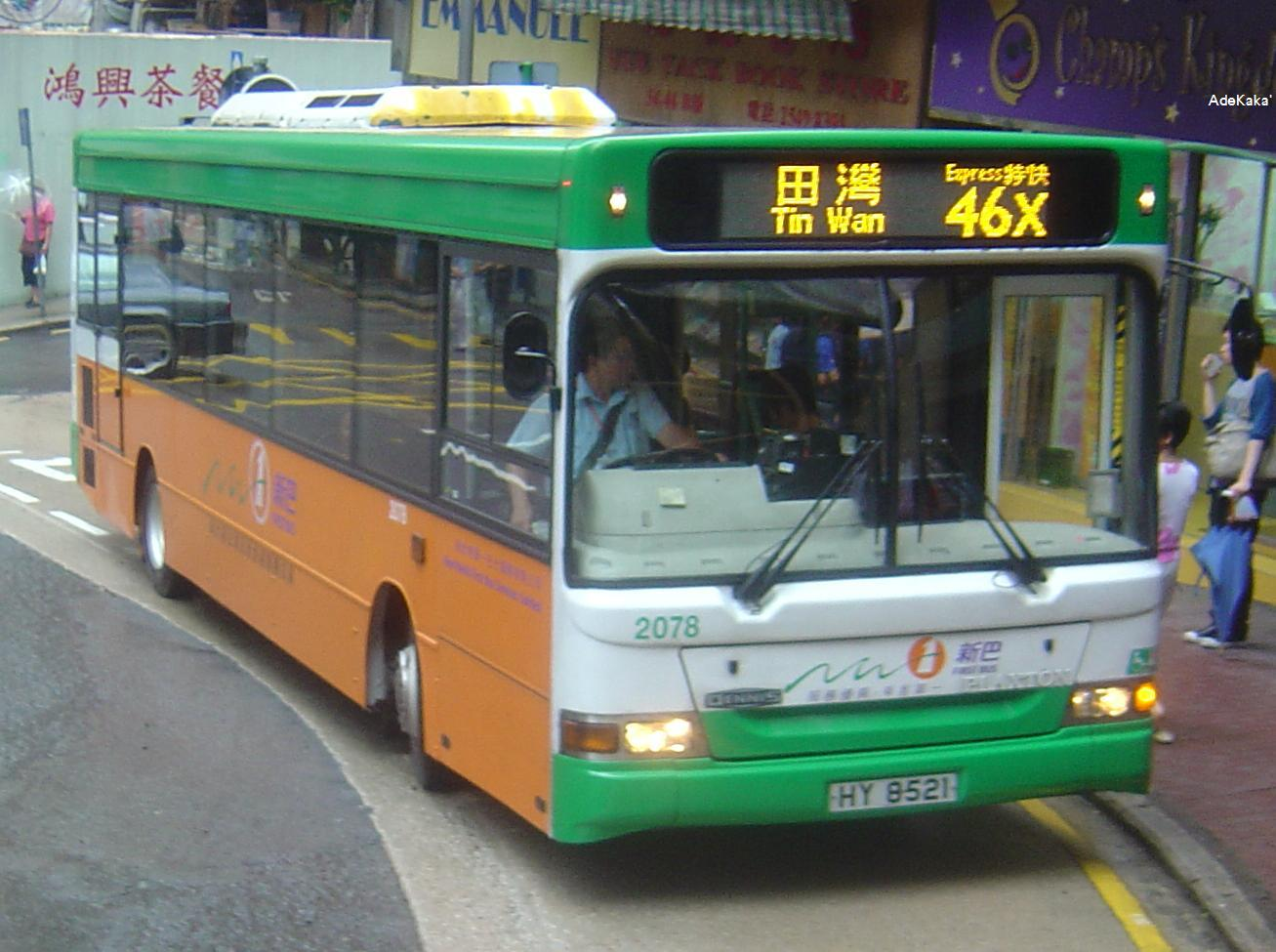
新世界第一巴士的丹尼士飛鏢SLF

於1998年9月1日開始運作的新世界第一巴士於開始運作前訂購了42輛10.7米版（雙門）及34輛10.1米版（雙門）丹尼士飛鏢SLF，新車全數採用Plaxton Pointer 2車身，車隊編號為2001-2042及2061-2094。但由於大部分新車未能趕及於9月1日投入服務，故此同時向中巴購入共20輛飛鏢巴士以作應急，20輛二手巴士於9月1日帶著一身中巴色彩及貼上新世界第一巴士標誌開始服務，其後陸續獲翻髹為新世界第一巴士標準色彩，車隊編號則沿用中巴格式，直至2003至2004年間方被轉售城巴或退役。2000年，由於運輸署的新政策，新世界第一巴士亦被迫將部分丹尼士飛鏢SLF出售往英國繼續行走；九龍巴士則於2003年向新世界第一巴士購入10輛飛鏢SLF；2007年起，新世界第一巴士陸續為旗下飛鏢SLF巴士更換橙色電子路線顯示牌，以取代原有的電子數字顯示屏及地點牌布。
因應長陣版飛鏢SLF巴士年事已高，新世界第一巴士並於2014年訂購一批青年JNP6120GR12米單層巴士以取代此車型。編號2028的飛鏢SLF巴士為首輛退役的長陣丹尼士飛鏢SLF巴士，現時長陣版飛鏢SLF巴士已於2015年5月至12月全數退役；短陣版飛鏢SLF巴士其中15輛已於2016年2月退役，其餘9輛將會不遲於同年12月全數退役，由亞歷山大丹尼士Enviro 500 MMC(5670-5719)及富豪B9TL(4520-4529)取代。這批短陣版飛鏢，退役前集中服務於港島東區的81號線及過海隧道巴士971號線。

#### 城巴
城巴於1995年購入21輛9.8米飛鏢巴士，並採用香港首見的Plaxton Pointer車身，車隊編號為1401-1421，用以行走港島路窄多彎或客量較少的路線。
1997年，城巴增購15輛特低地台版飛鏢巴士，車身同樣選用Plaxton提供的特低地台版Pointer車身，車隊編號則承接前者編為1422-1436。所有飛鏢巴士已於1999年，因應運輸署剛制定的巴士公司車隊配額制而悉數被出售往英國繼續行走。
2003年，城巴向新世界第一巴士購入12輛前中巴飛鏢巴士，其中兩輛作為零件車，其餘則獲配車隊編號1481-1490，並投入非專利部服務。其中1481、1485及1487曾於2004至2005年間租予愉景灣巴士，並臨時獲得HKR901-HKR903的車隊編號。隨著大部分前中巴飛鏢巴士於2005至2007年間陸續退役，以及1482於2012年意外燒毀，餘下1483及1488亦而因應政府資助更換歐盟前期商業車輛的計劃而於2015年底全數退役。

#### 港鐵巴士

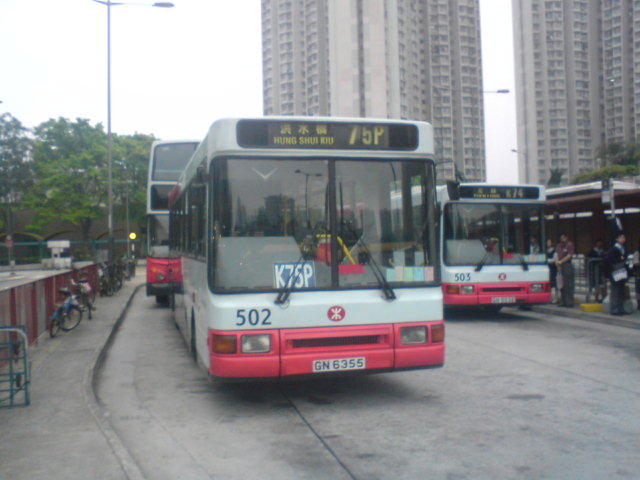
港鐵的丹尼士飛鏢

九廣鐵路巴士部於試用丹尼士飛鏢多年後，終於1995年向廠方引入3輛配Northern Counties車身的飛鏢巴士。新車抵港時已髹上九鐵接駁巴士塗裝，並獲配車隊編號501-503，投入服務後隨即長期駐守元朗及屯門區的輕鐵接駁巴士線服務。3輛巴士於1999年左右換上以紅色及藍色為主的九鐵標準塗裝。2007年兩鐵合併後，這些巴士均租予港鐵公司使用，港鐵公司更於2009年為這批丹尼士飛鏢換上以白色為主的新款港鐵巴士（新界西北）標準塗裝。3輛飛鏢巴士已於2012年10月全數退役。

#### 新大嶼山巴士
為配合新香港國際機場於1998年啟用，新大嶼山巴士特別為其機場巴士路線A35線引進3輛丹尼士飛鏢SLF型低地台巴士，方便須要攜帶行李往來機場的乘客。三輛飛鏢SLF巴士均選配Plaxton Pointer車身，同時為應付A35線途徑路況險要的東涌道以及大嶼山南部路段，特別採用棍波及加強版引擎，三輛新車都配備Eaton六前速手動波箱及馬力為215匹的Cummins 6BT引擎，車隊編號為DN1-DN3，三輛飛鏢SLF巴士投入服務後由於新機場尚未開幕，故先臨時調往2線服務前往寶蓮寺的遊客，新機場啟用後即長駐A35線，期望透過低矮的車身及低地台設計，為須要攜帶行李往來機場的乘客帶來方便。可是由於地理限制，大嶼山的道路條件並不理想，嶼南道迂迴曲折及路面起伏，而東涌道的路面條件則更惡劣，除了曲折及斜度大外，當時有很多路段都是單線雙程行車，令巴士機件急速老化，三輛巴士於2001年起被抽調離開，並以其他高地台旅遊巴取代，隨後被全數調往路面較平坦的東涌區內行走，但亦間中為配合乘客需要而短暫行走來往大嶼山南部的路線。新大嶼山巴士於2004年為旗下3輛飛鏢SLF巴士更換橙色電子路線顯示牌，2008年起更翻髹以白色為主的新款標準塗裝。最終3輛飛鏢SLF巴士於2011年8月全數退役。
除專利巴士公司外，皇巴士、愉景灣巴士、珀麗灣客運（部分車輛購自九巴，其餘則為自購的丹尼士飛鏢SPD）及雅高巴士亦有使用此款巴士。其中屬於雅高巴士的一輛是全球唯一一輛配廣州穗景車身的旅遊巴規格飛鏢巴士，全車不設企位，該巴士已於2007年退役並於翌年3月被拆卸。

#### 珀麗灣客運
因應2002年至2003年相計入伙的珀麗灣，為解決珀麗灣的交通需求，因此珀麗灣客運於2002年~2003年期間向九巴二手購入短陣版10米及一手購入長陣版11.3米丹尼士飛鏢。其後珀麗灣客運於2007年再次訂購合計五架長陣版11.3米丹尼士飛鏢，其中三架設有大型行李架，用作行走當年增設的機場線NR334，而這次訂單為最後一次生產丹尼士飛鏢型巴士。車牌LU2001為全球最後一架生產的丹尼士飛鏢型巴士。2003年一手購入的長陣版11.3米丹尼士飛鏢於2017年至2018年相計退役，以亞歷山大E200飛鏢取代。現時珀麗灣客運只剩一輛丹尼士飛鏢在路上行走（即LU2001）。全港最後一輛飛鏢巴士(LU2001)於2024年9月25日正式退役，象徵所有丹尼士飛鏢在香港的服務34年正式劃上句號。

#### 皇巴士
為營辦這條穿梭兩地的巴士路線，九巴特地在原來車隊中調出5部只有出牌2年的丹尼士飛鏢（AA43-47）使用（但從九巴購入的二手巴士不止後面牌箱封閉，車輛編號只能貼在後面的擋風玻璃，而且並沒有在上方設置後面的照明燈）並髹上橙黃色的車身（後來翻髹為鮮黃色），自此「黃巴士」或「皇巴士」的稱呼亦不脛而走。
不過，單從九巴引入5部巴士並不足夠，就此藝東亦從丹尼士車廠購入5部簇新的丹尼士飛鏢，合組一支10部巴士的車隊服務。由藝東購入的被編為 #01 - 05，至於從九巴購入的則被編為 #06 - 10；後來皇巴於 2002 年為旗下車輛重新編號，這批巴士亦被改編為 #11 - 20，當中 #13 - 15, 19, 20 為前九巴車輛。
不論是九巴或藝東車輛，整批均同樣採用Northern Counties車身及Sutrak空調系統。外觀上只能夠從藝東車輛另設車尾高燈，及引擎蓋和散熱網與前九巴車輛有別區分辨。值得一提，從九巴購入的車輛並無翻新車廂，仍然保留紅、灰混合配搭的座椅皮套，甚至連行李架都未有裝上，相對藝東車輛採用膠板座椅，看上去與內地巴士座椅確實不謀而合。
本車型為車隊中車長最短,並且屬於車隊中唯一使用單門的巴士，這批巴士用在10年車齡之後,大部分閒置的已經作為器官車甚至除牌，當中#20在落馬洲遇上交通事故被撞毀之後，直到2005年下旬，原車牌GM261已經改為全新的LN5462，是唯一一部重新登記車牌的車輛，2011年3月開始，因為皇巴引進新的MAN 12米18.320型空調巴士，本車型開始陸續退役，正式結束原本車型「開荒牛」的生涯。

### 澳門

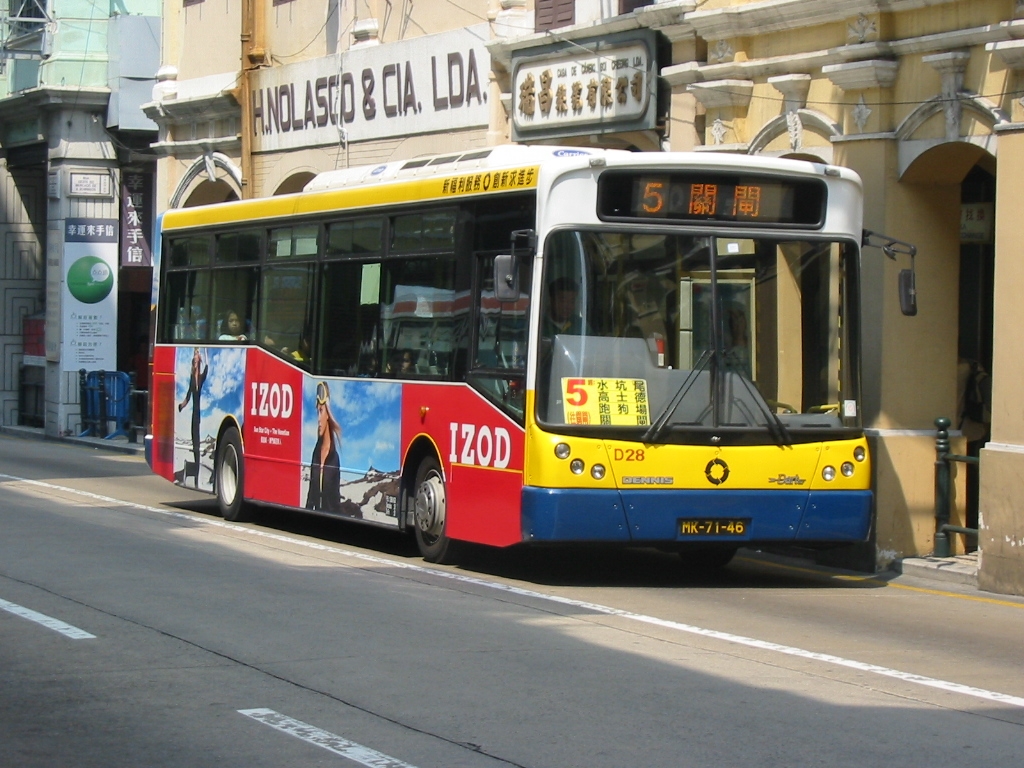
新福利的丹尼士飛鏢SLF，圖中的D28在2017年8月因天鴿風灾受損而提早退役。

澳門的丹尼士飛鏢巴士全數共50輛，由澳門新福利公共汽車有限公司於1995年至2005年間購入，分別有兩款－丹尼士飛鏢及丹尼士飛鏢SLF。
丹尼士飛鏢為數10輛，車隊編號D01-D10，於1995年底至1996年初投入服務，二級踏步，當時為澳門巴士車床最低的公共巴士，同時又是新福利成立之後引入的首款英國製造空調巴士（過去福利巴士公司車隊都是以英國製的車輛為主，而且大部分都是二手車）。巴士配上Plaxton的Pointer雙門車身，在英國裝妥後才付運澳門，當時除了車隊編號D01曾短暫服務AP1線，其餘九部新車一出牌便派往行走3線，1997年起則主要行走3線及5線，1999年起，主要行走1A線及3線，晚年則時常出沒於33線，間中會行走1A線及5線。因應第一批飛鏢車齡漸高以及澳門巴士專營權的變動，新福利已於2011年8月1日前將10輛非特低地台飛鏢淘汰。
丹尼士飛鏢SLF為數40輛，為澳門最後一批歐洲製公共巴士，首批共10輛（車隊編號D11-D20）於2004年12月29日起投入服務，其餘30部亦陸續於2005年投入服務。此批巴士全部配上埃及MCV Stirling車身，並於新加坡順洲車身廠裝妥後才運住澳門。首20輛（車隊編號D11-D30）的長度為10米，其餘則為11米。10米的一批主要行走該公司5線及33線，11米的一批（車隊編號D31-D50）則主要行走該公司1A線及3線。此批巴士是澳門首批車尾不設車窗的巴士（以方便騰出空間於車尾張貼廣告），而此後新福利新購置的大型及中型巴士車尾均以此為標準，並漸漸獲其他巴士公司採用。
2011年8月1日新巴士營運模式實施後，3路線改由維澳蓮運營運，故10米的一批飛鏢SLF巴士（車隊編號D11-D30）轉而行走4路線及9A路線，11米的一批（車隊編號D31-D50）則轉而行走5路線。隨著部分巴士路線由中巴轉用大巴，以及全新海格三門大巴投入服務，10米飛鏢SLF巴士行走4路線及澳門銀河員工車路線，11米的一批則改行32路線，首部退役車輛為2016年12月退役的D20，於2017年1月，D21及D30亦開始退役，同年8月，D11、D13、D15、D16、D19、D28、D31、D44、D47及D48因發生天鴿風災嚴重受損而退役，最後10米版本僅餘下D12、D14、D17、D18及D29繼續服役，直至2018年7月，最後8部10米飛鏢SLF巴士全數退役。同時，11米車隊中，D32、D33、D35、D37、D38、D43、D49及D50亦都開始退出營運，當時僅餘下8部11米版本行走於32路線。2019年4月，新福利陸續把己退出營運的D32、D33、D35、D38、D43、D49及D50陸續復出。重新投入公共巴士服務，行駛32路線，令現時11米版本專利車隊增至15部。同年，D21、D22、D23、D25、D27以及D30則安排行駛永利皇宮員工穿梭巴士。2020年下旬，6架用作非專利的10米版飛鏢SLF巴士以及9架用作32路線的11米版飛鏢SLF巴士退役。至2021年5月，尚餘2架11米版本（D40、D43）行駛於32路線，直至同年7月退役為止。目前，10米及11米版本均已全部退役。

### 新加坡

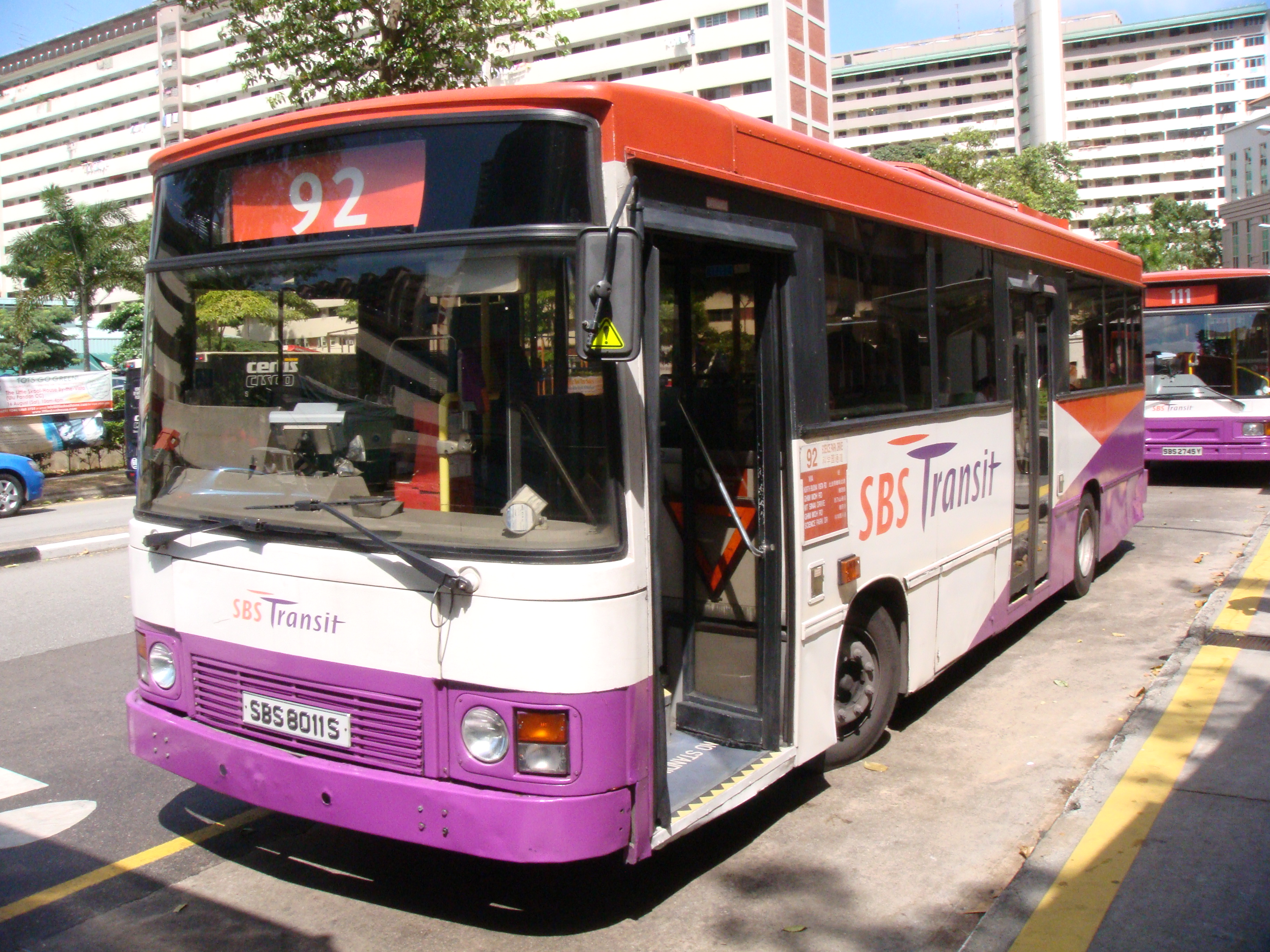
新捷運的飛鏢巴士，全數選配都普車身（2009年1月）

新加坡巴士公司於1994年購入10輛配Duple Metsec車身的丹尼士飛鏢，車牌為SBS8009A-SBS8018Z，主要行走42及92號路線。全數丹尼士飛鏢已於2011年退役。

### 加拿大
加拿大BC transit於1999-2002年期間分批購入51輛30英尺長的丹尼士飛鏢巴士以及84輛35英尺長的丹尼士飛鏢巴士，為少數購入過百輛飛鏢巴士的左駕國家。此批飛鏢巴士全數選配Plaxton Pointer 2車身，大部分飛標巴士於退役前仍保留舊塗裝。
30英尺版本採用Cummins ISBe-215引擎及Allison AT-545波箱，車隊編號為9901-9951，當中9905-9909為雙門版本，其餘為單門版本。全數於1999年投入服務，並已於2018年退役。
35英尺版本採用Cummins ISBe-215引擎及Voith DIWA823.3E波箱，車隊編號為9051-9078、9081-9085、0001-0018、0101-0116、0221-0237，全數均為雙門版本，分別於2000,2001,2002年投入服務，並於2020年全數退役。本車型退役前主要調往卑詩省首府維多利亞服務，並裝上NextRide報站系統。

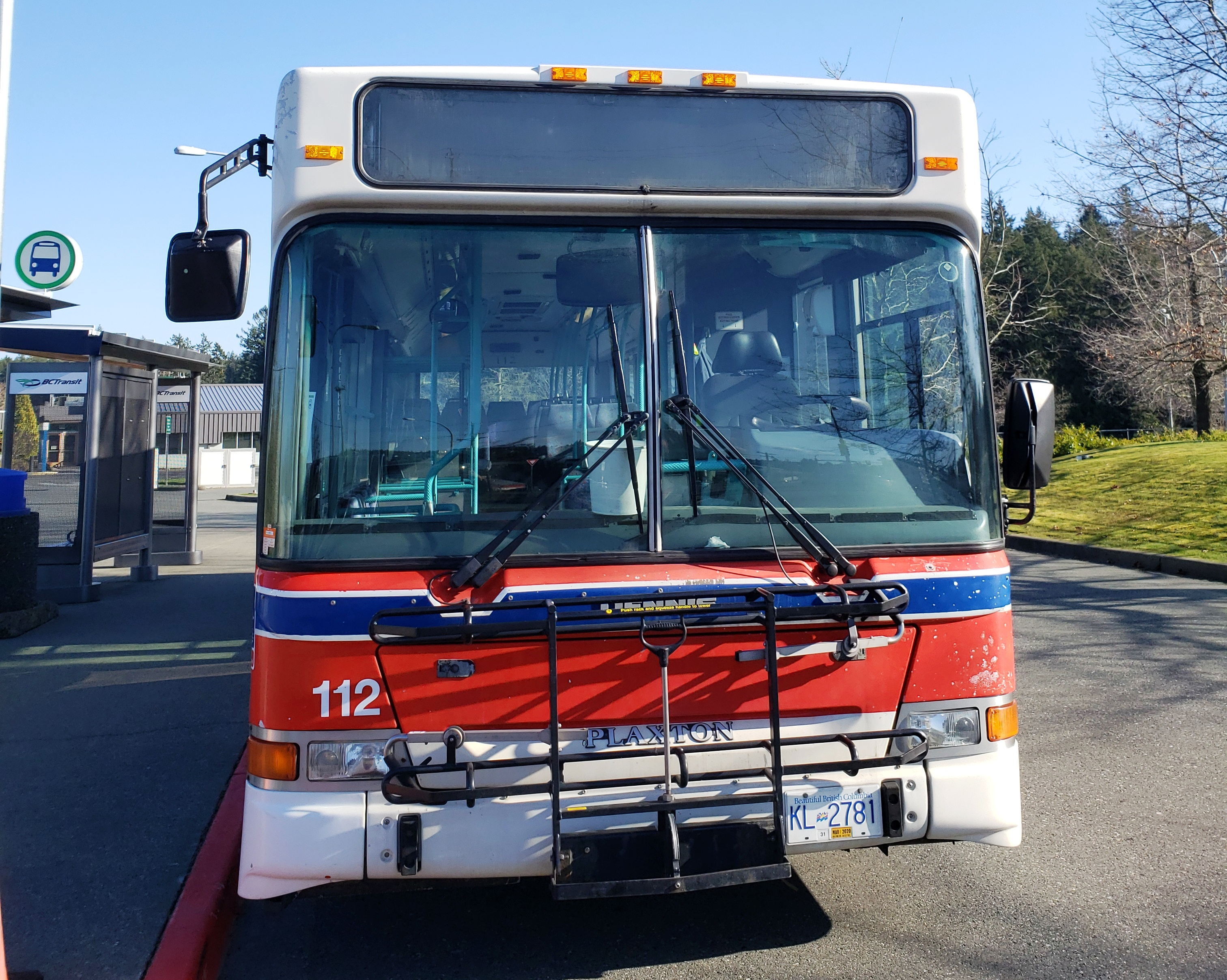
BC Transit Dennis Dart SLF in Victoria, BC

## 圖片集

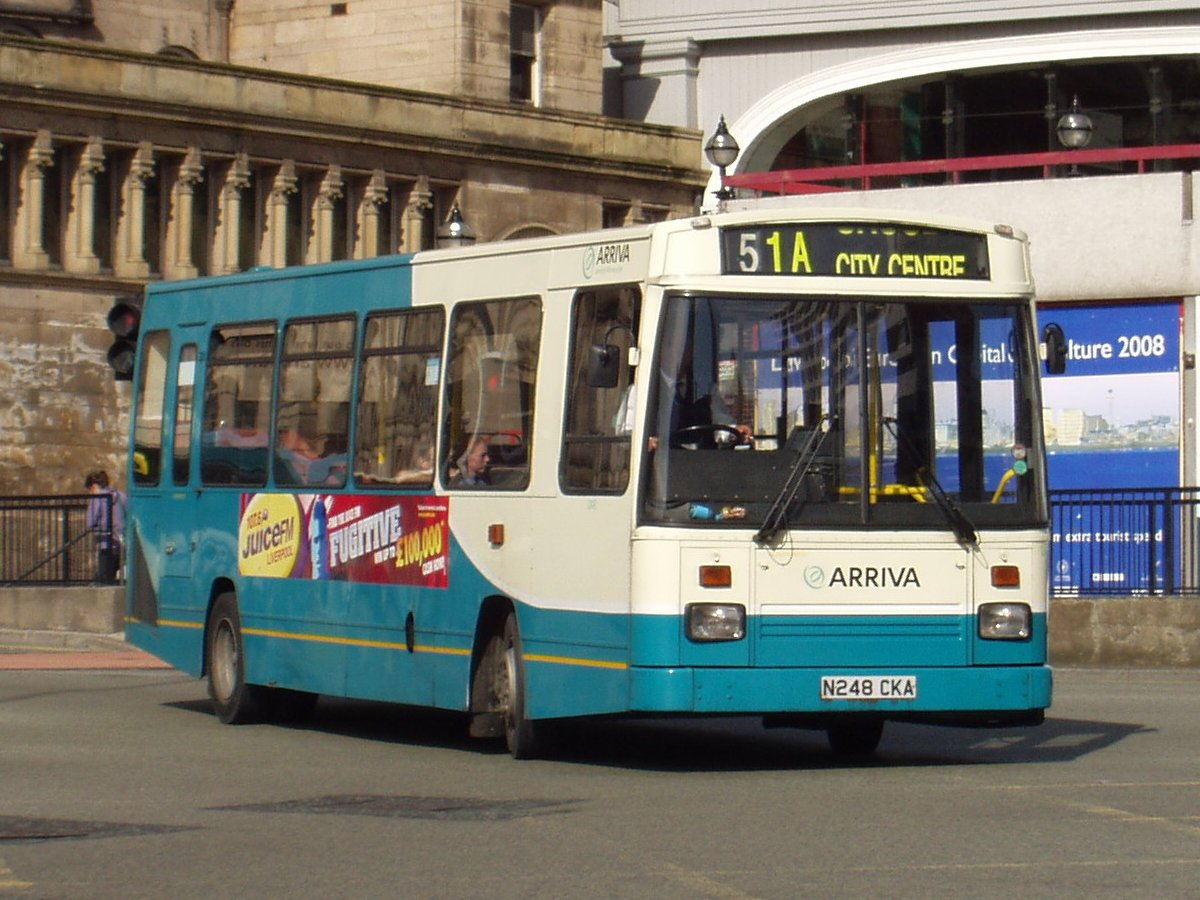
一輛隸屬Arriva Merseyside的East Lancs EL2000車身飛鏢巴士，行走於利物浦市（2005年）
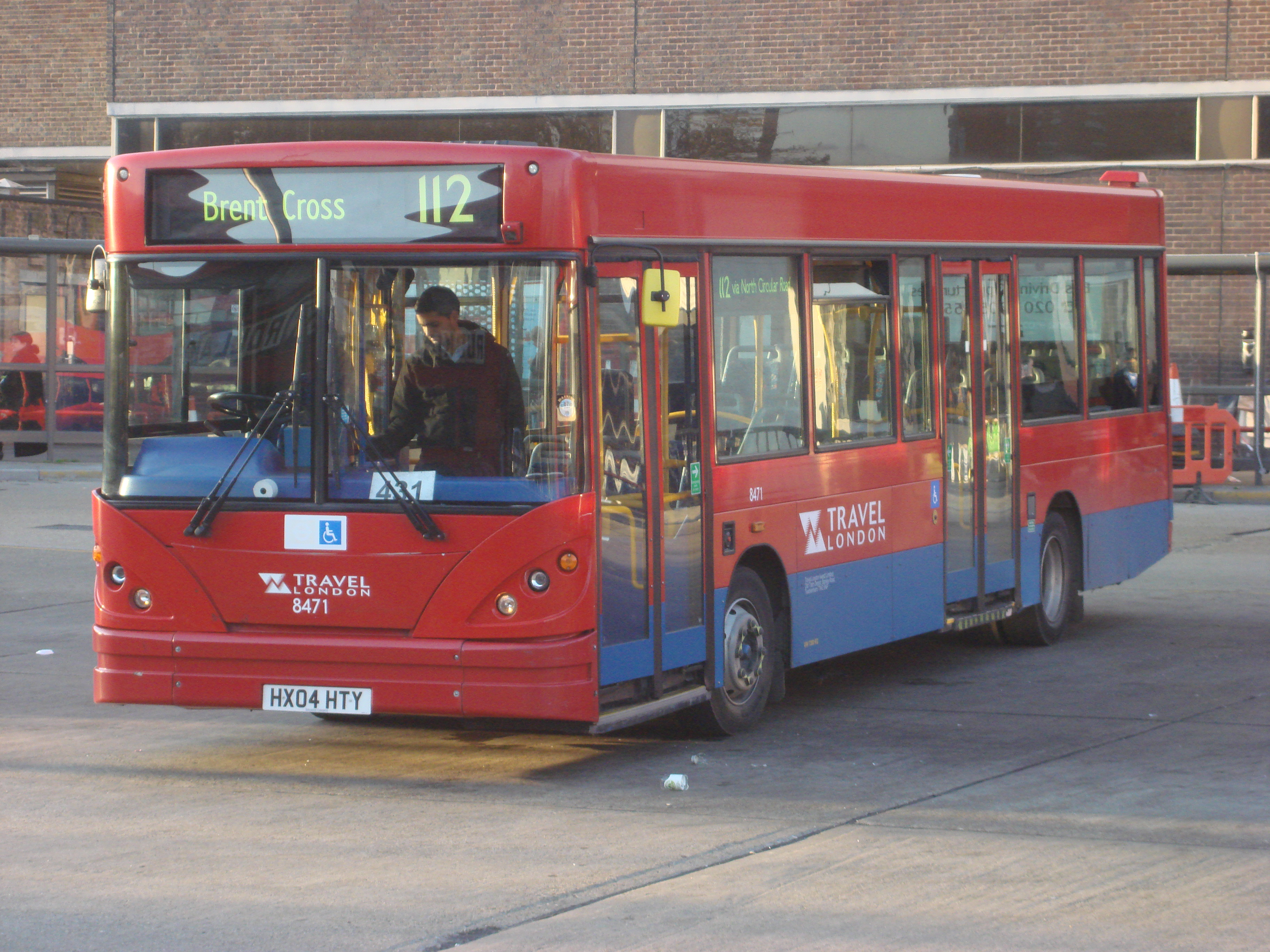
於倫敦市行走的飛鏢巴士，裝配葡萄牙Caetano Nimbus車身（2008年10月）
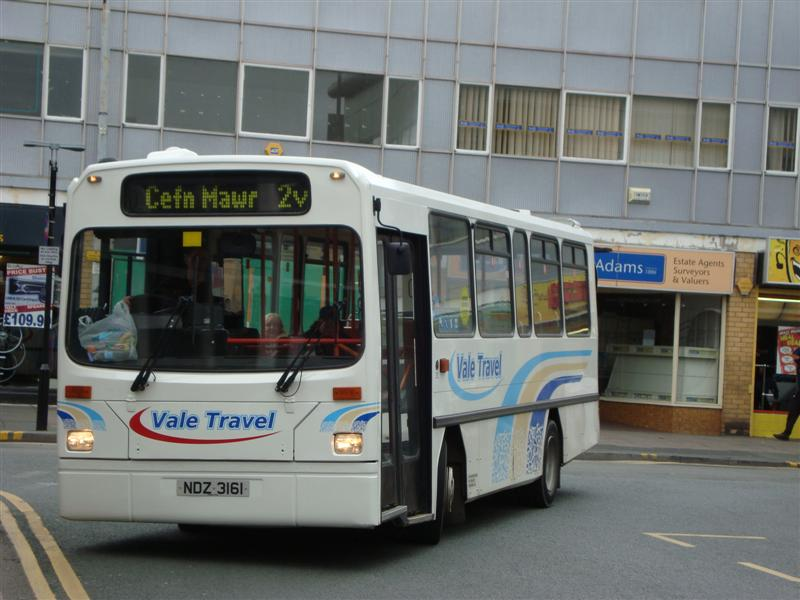
英國為數不少的Wright Handybus車身飛鏢巴士，樣貌趣怪（2009年3月）
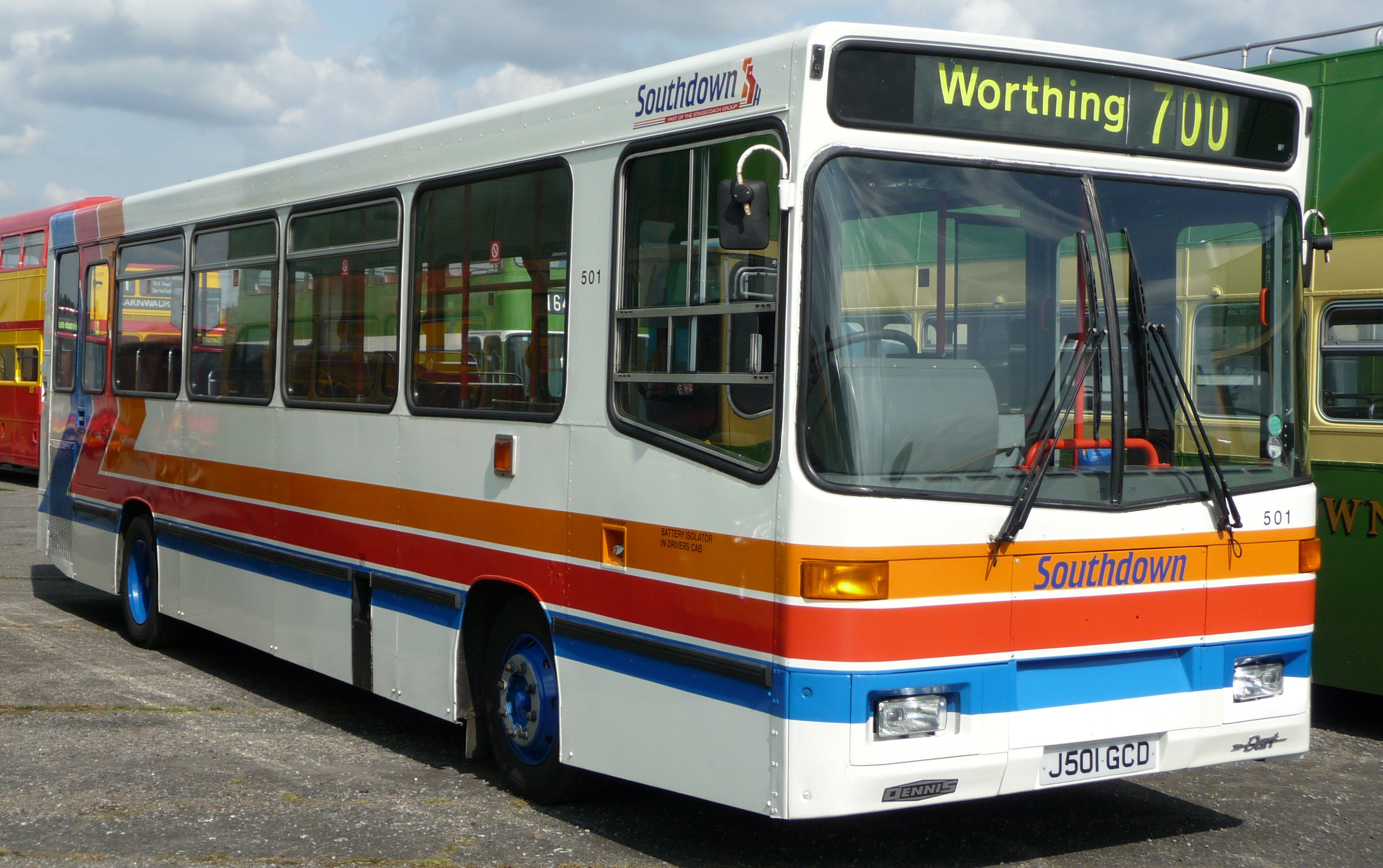
一輛獲保育的前Stagecoach South飛鏢巴士，配Alexander Dash車身（2009年4月）
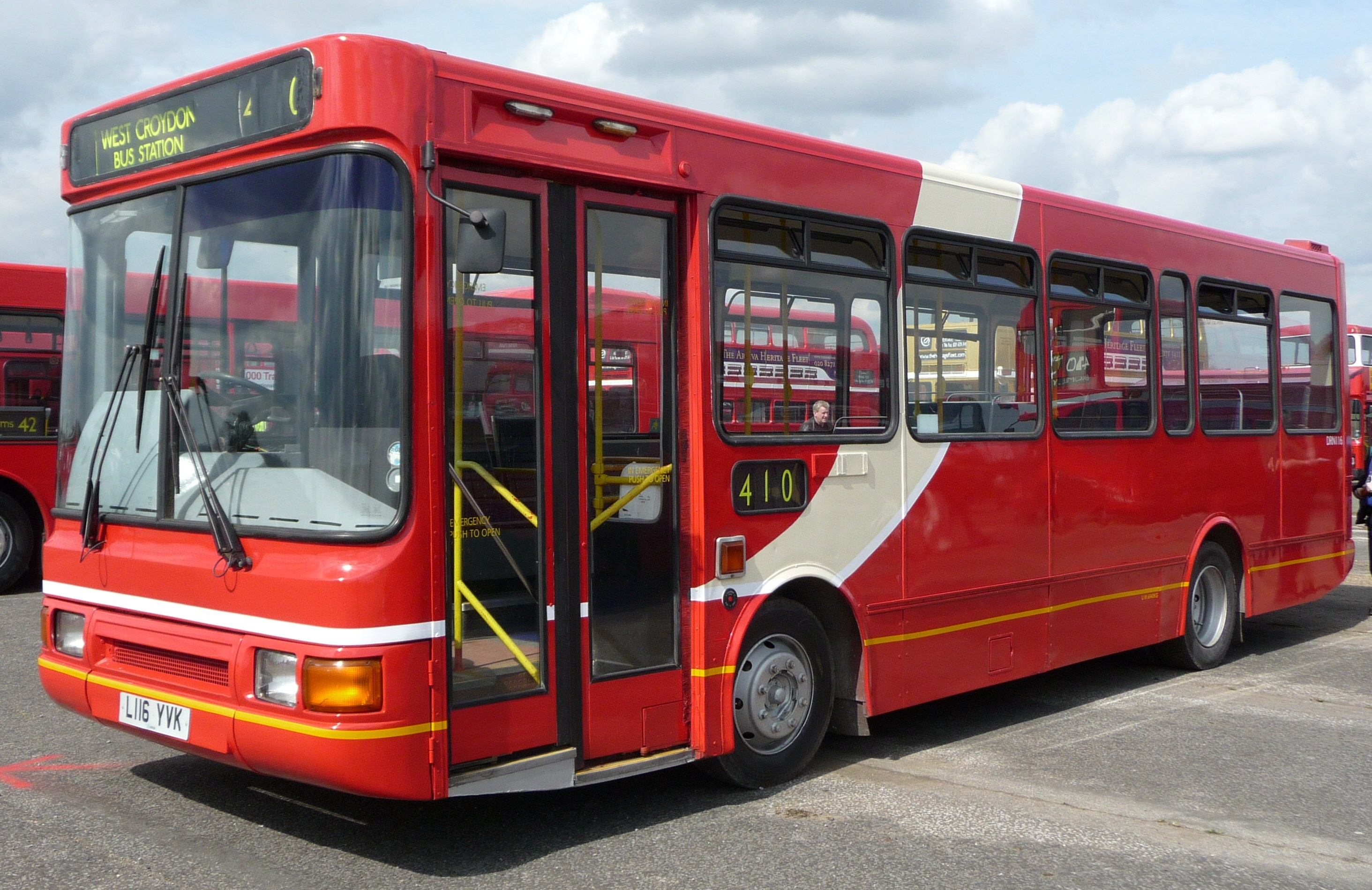
另一輛獲保育的NC Paladin車身飛鏢巴士（2009年4月）
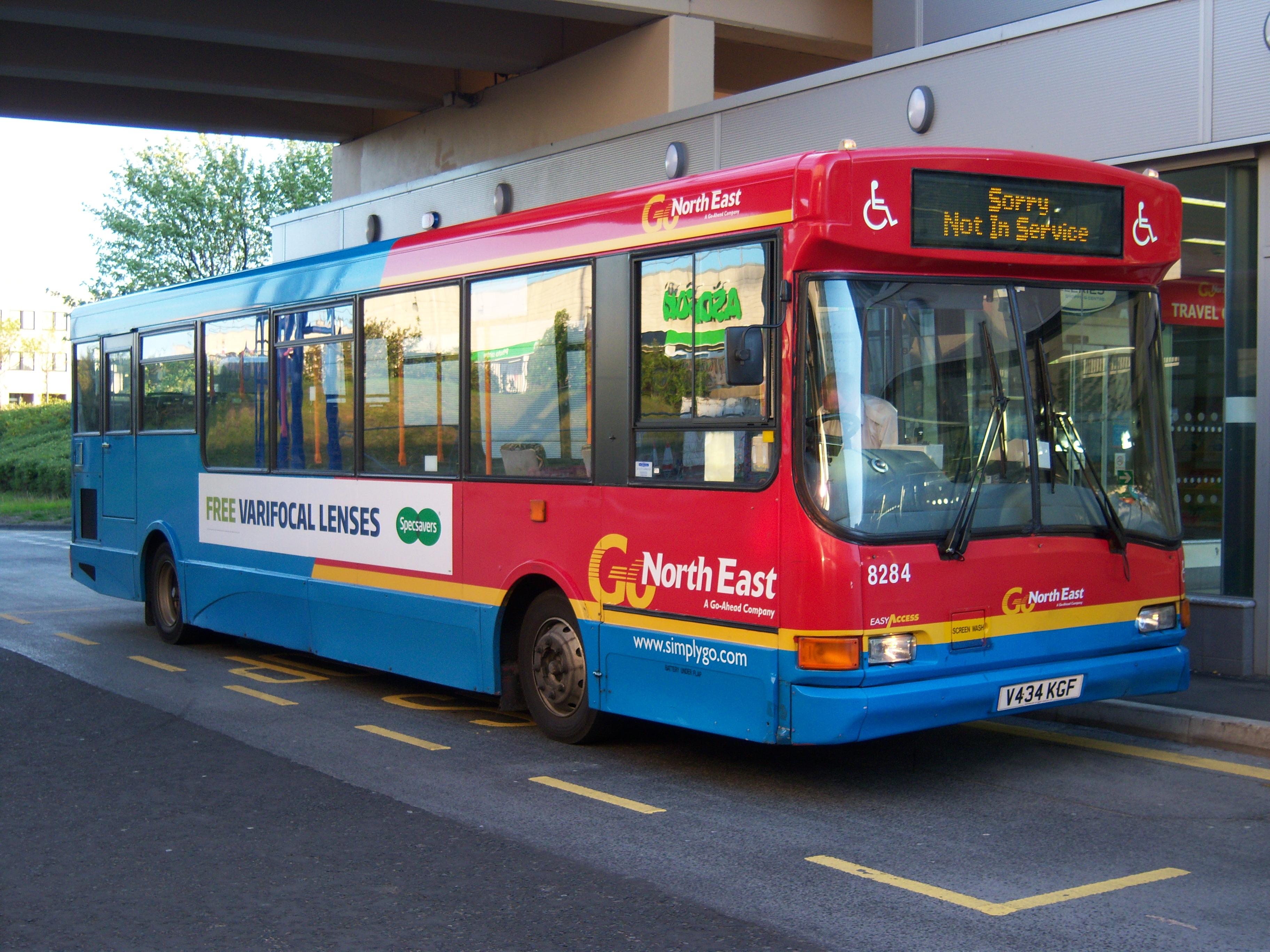
一輛隸屬Go North East的Salvador Caetano Compass車身飛鏢SLF（2009年5月）
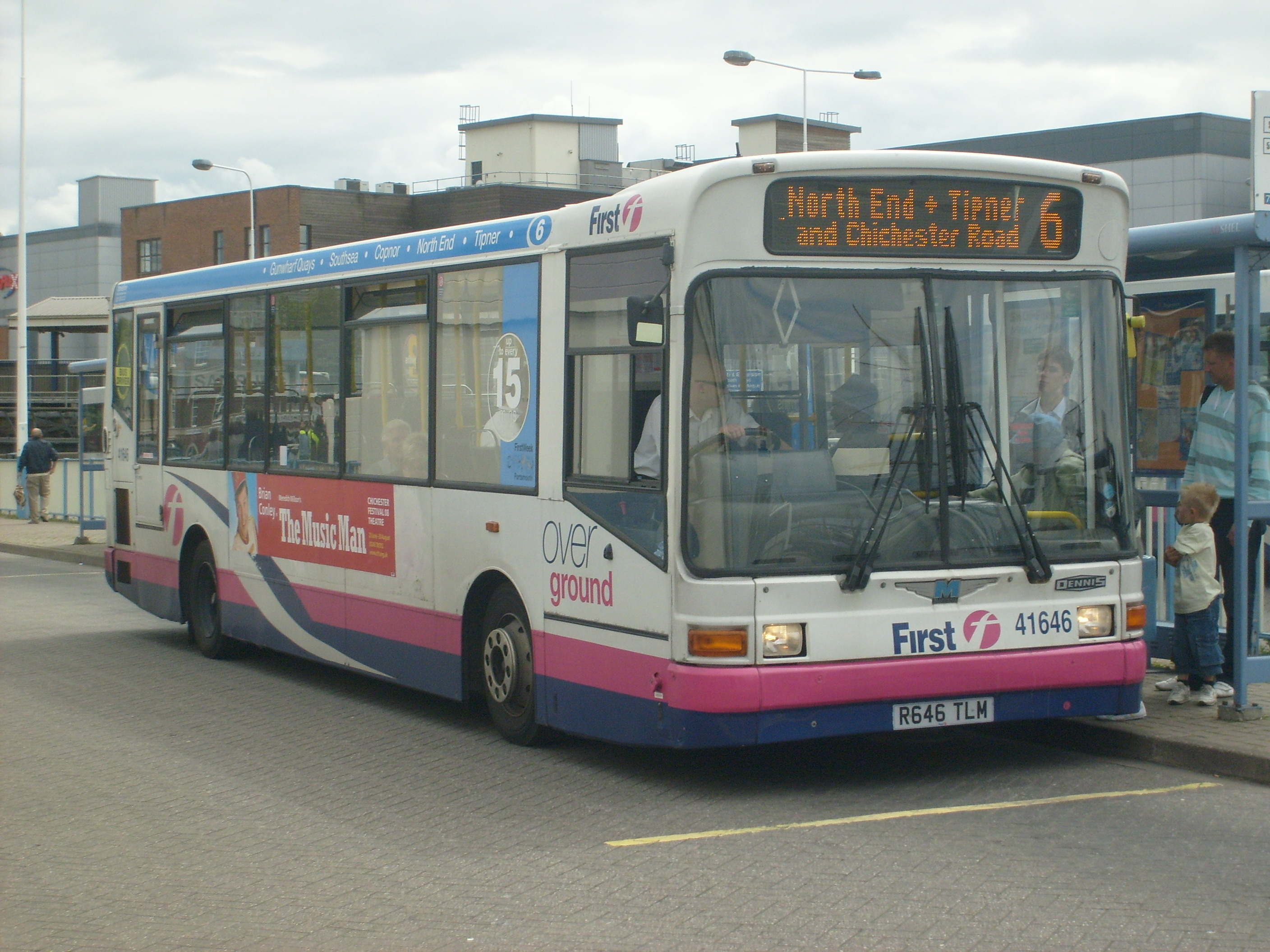
英國First Group的飛鏢SLF巴士，配以Marshall的Capital車身（2008年7月）
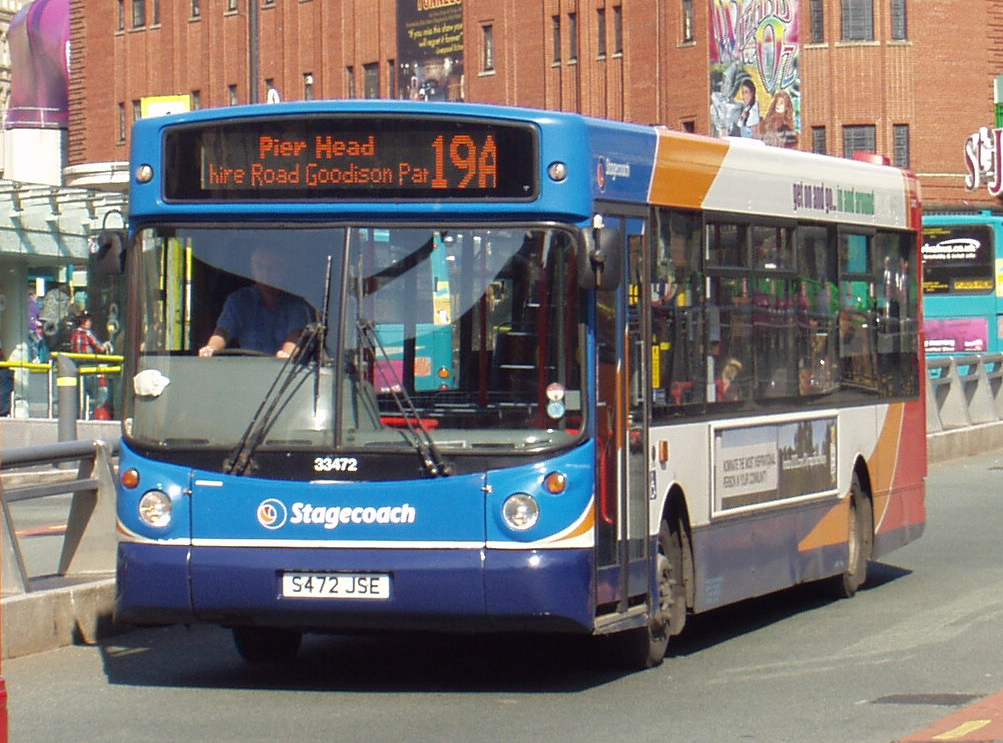
有「哈哈笑」之稱的Alexander ALX200車身飛鏢SLF巴士（2011年7月）
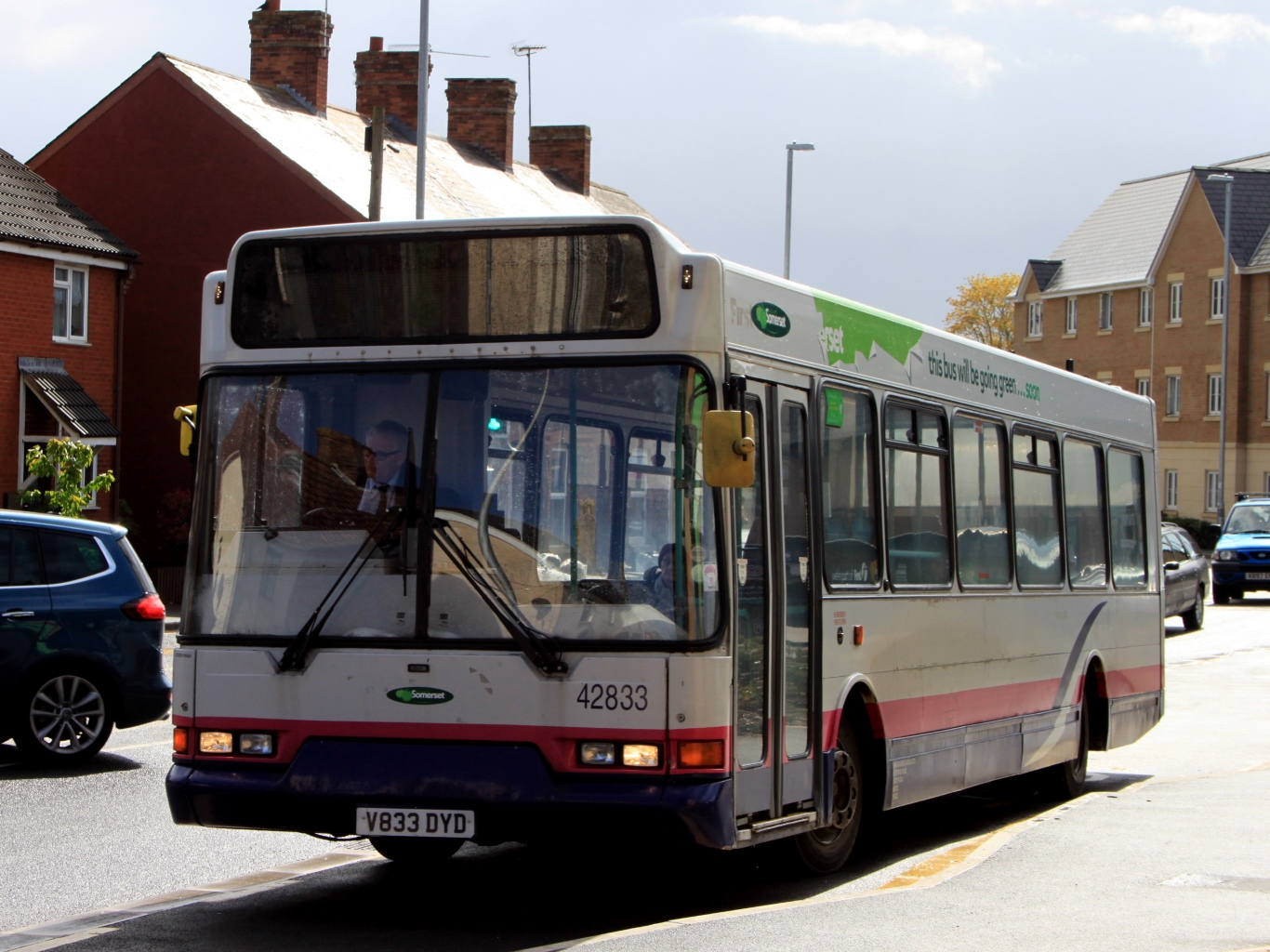
一輛行走於森麻實郡的飛鏢SLF巴士，裝配East Lancs Spryte車身（2014年4月）
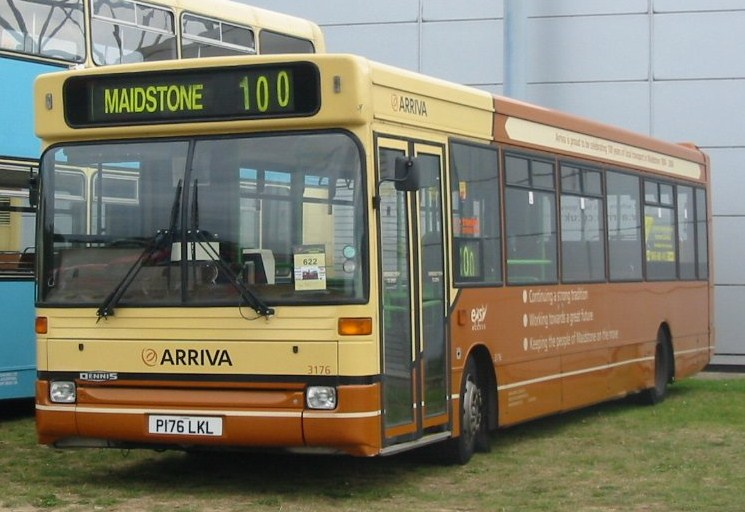
一輛髹上特別塗裝的Arriva Kent and Sussex飛鏢SLF，配以最常見的Plaxton Pointer車身(2004年9月)
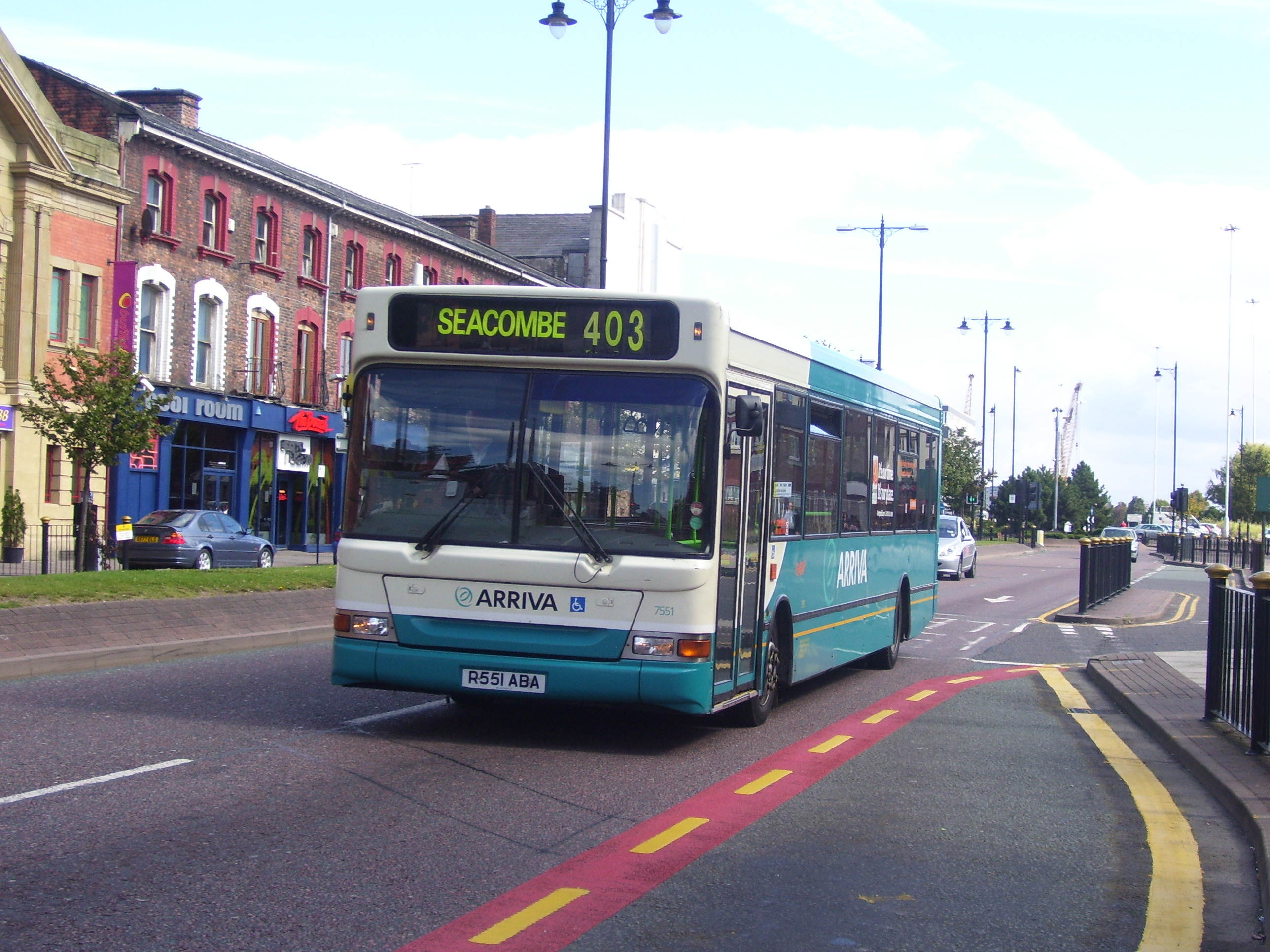
配以Plaxton Pointer 2車身的飛鏢SLF巴士，行走於默西賽德郡（2007年8月）
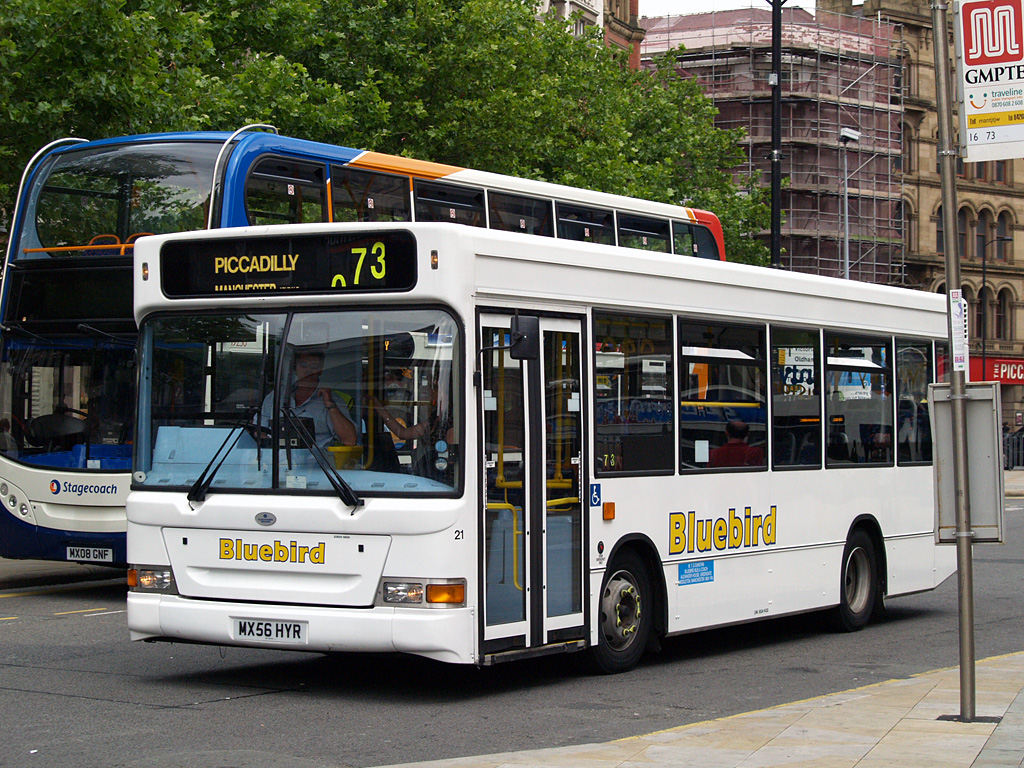
一輛於曼徹斯特行走的晚期飛鏢SLF—亞歷山大丹尼士飛鏢MPD（2008年7月）
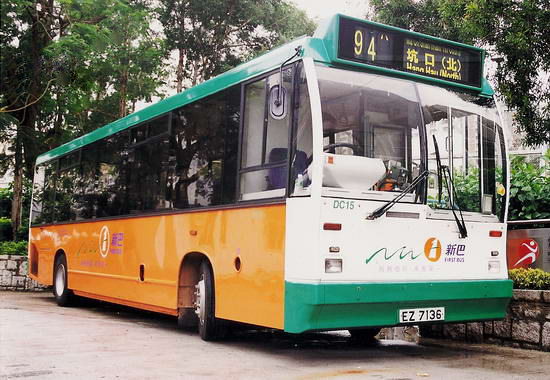
香港新巴的二手飛鏢巴士（2005年4月）
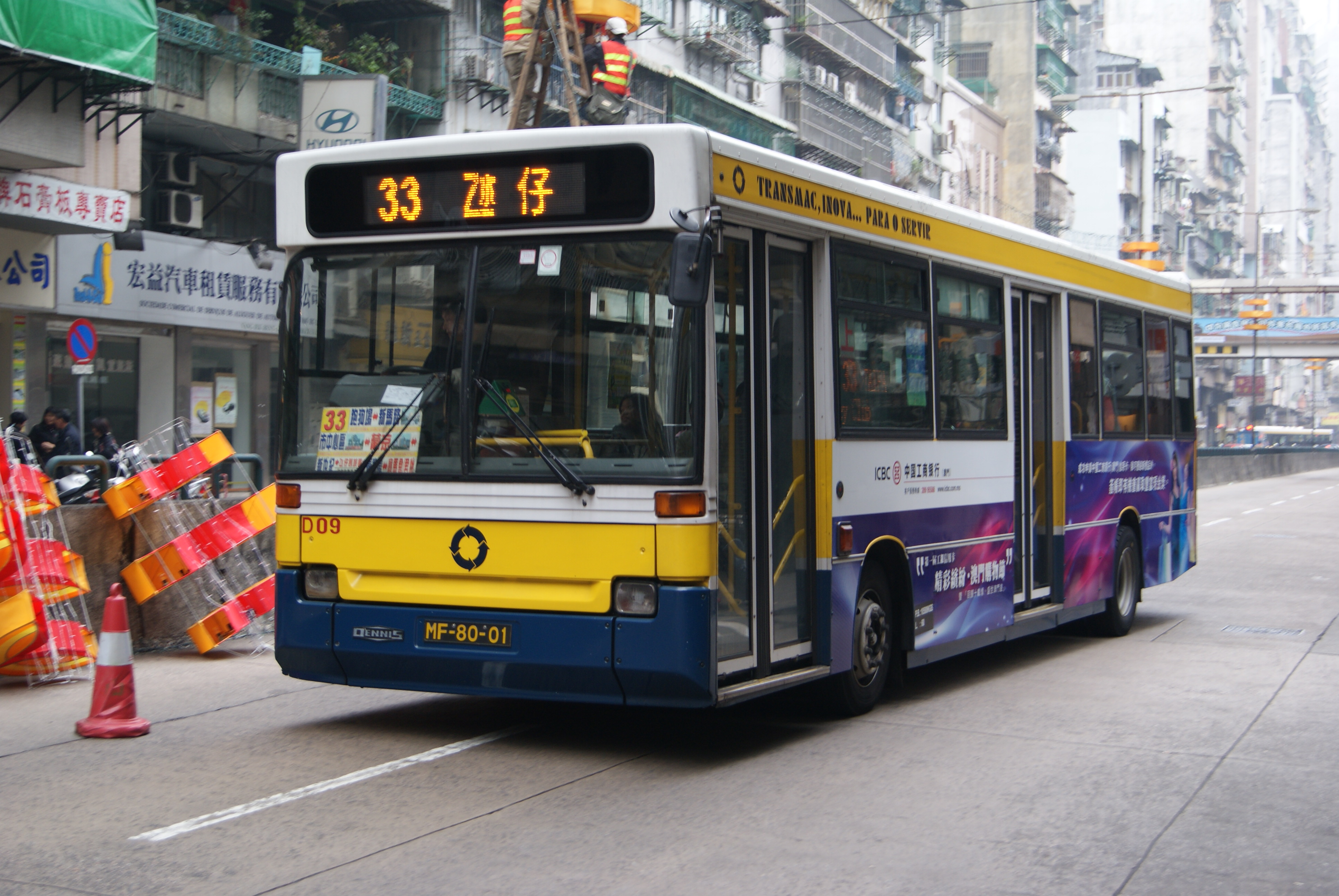
澳門新福利的丹尼士飛鏢，於1995年投入服務，現時已全數退役（2010年1月）
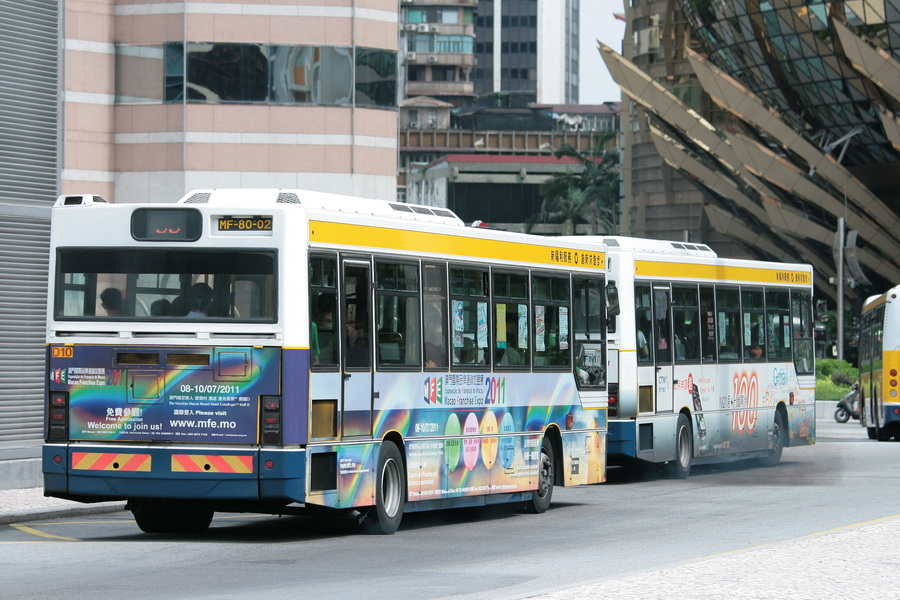
澳門新福利的丹尼士飛鏢車尾 (2011年7月)
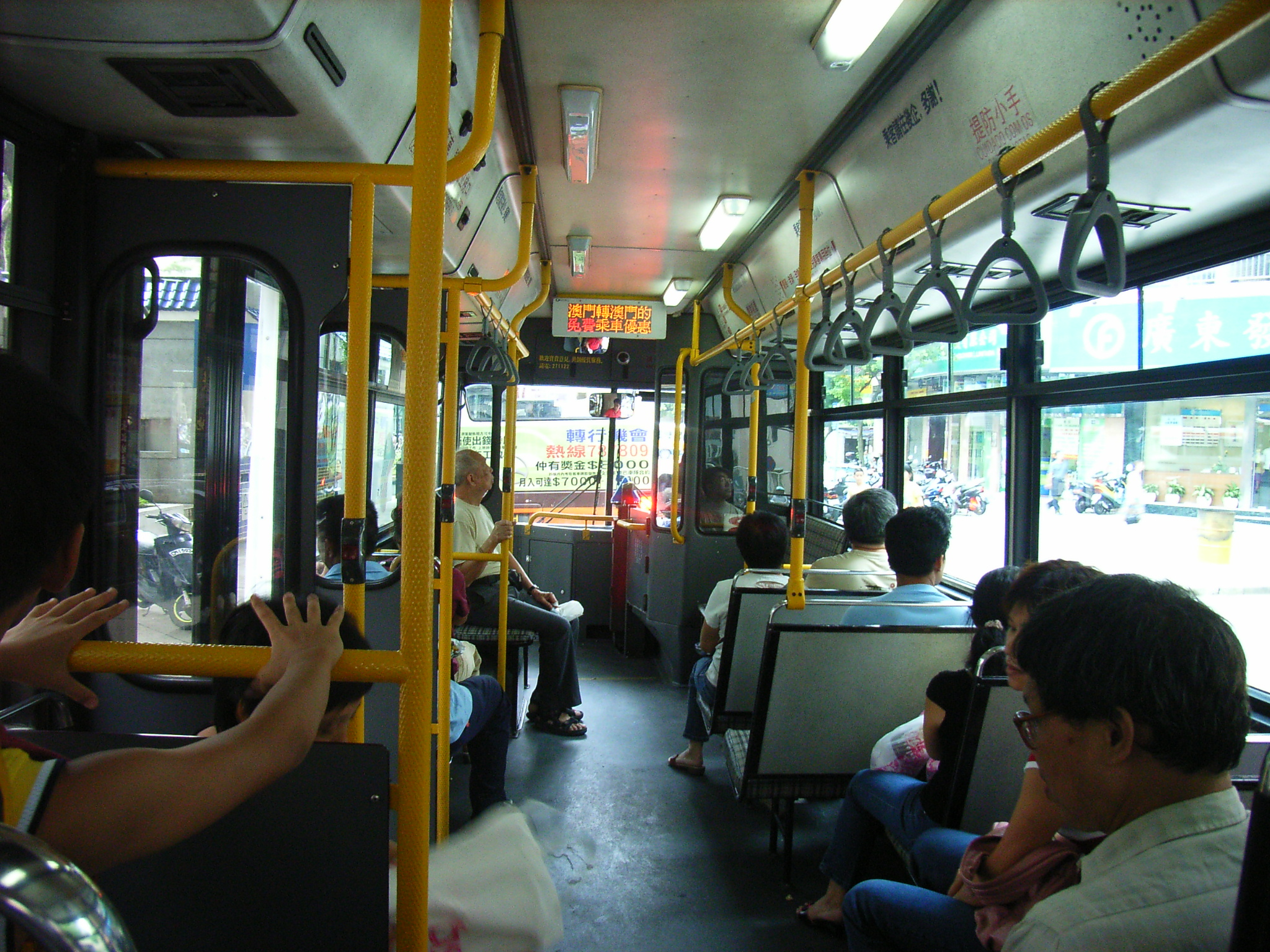
澳門新福利的1995年版丹尼士飛鏢車廂內部（2005年8月）
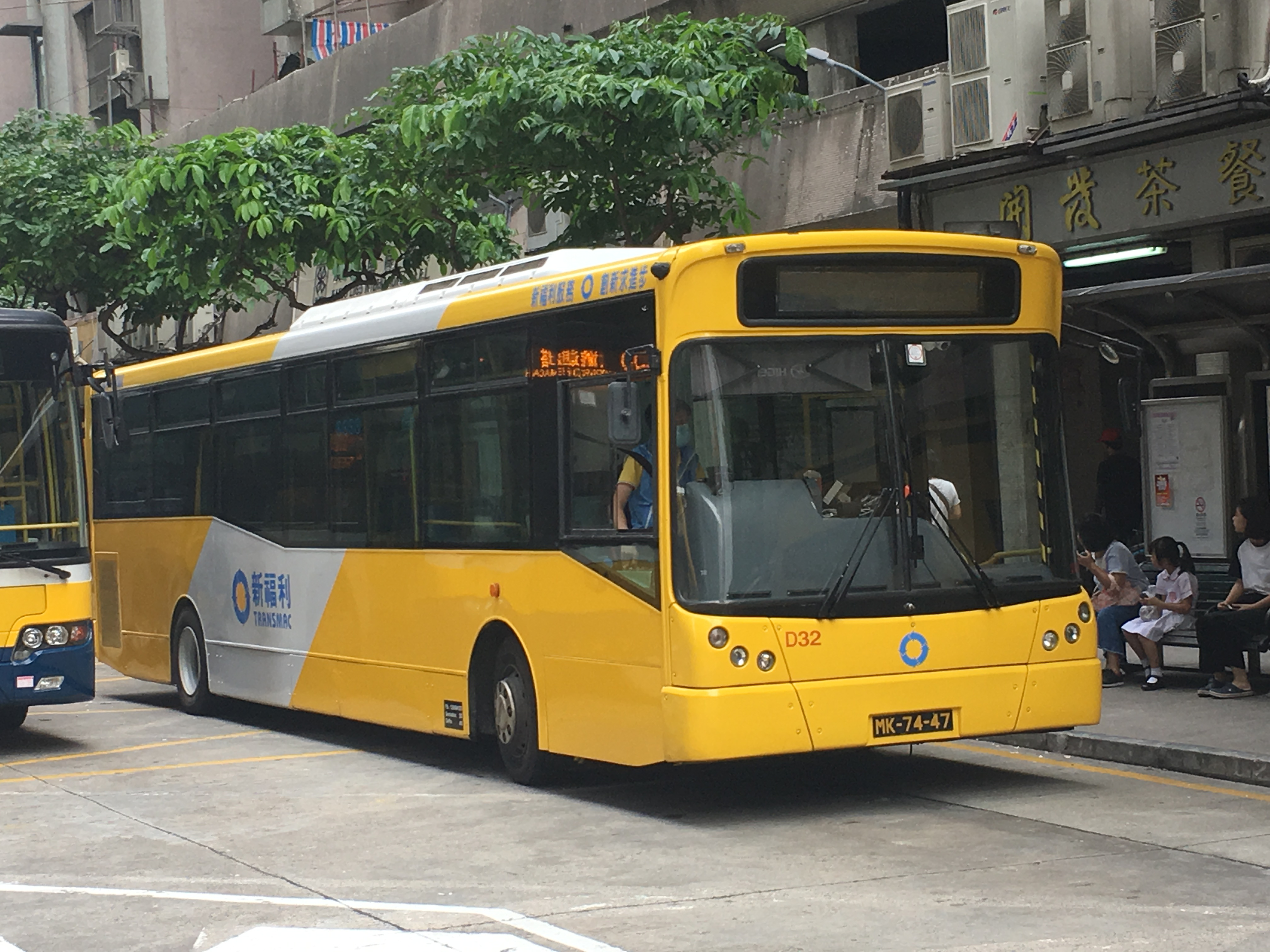
配以MCV Stirling車身的澳門新福利11米版丹尼士飛鏢SLF，於2005年投入服務，現時已全數退役（2019年5月）
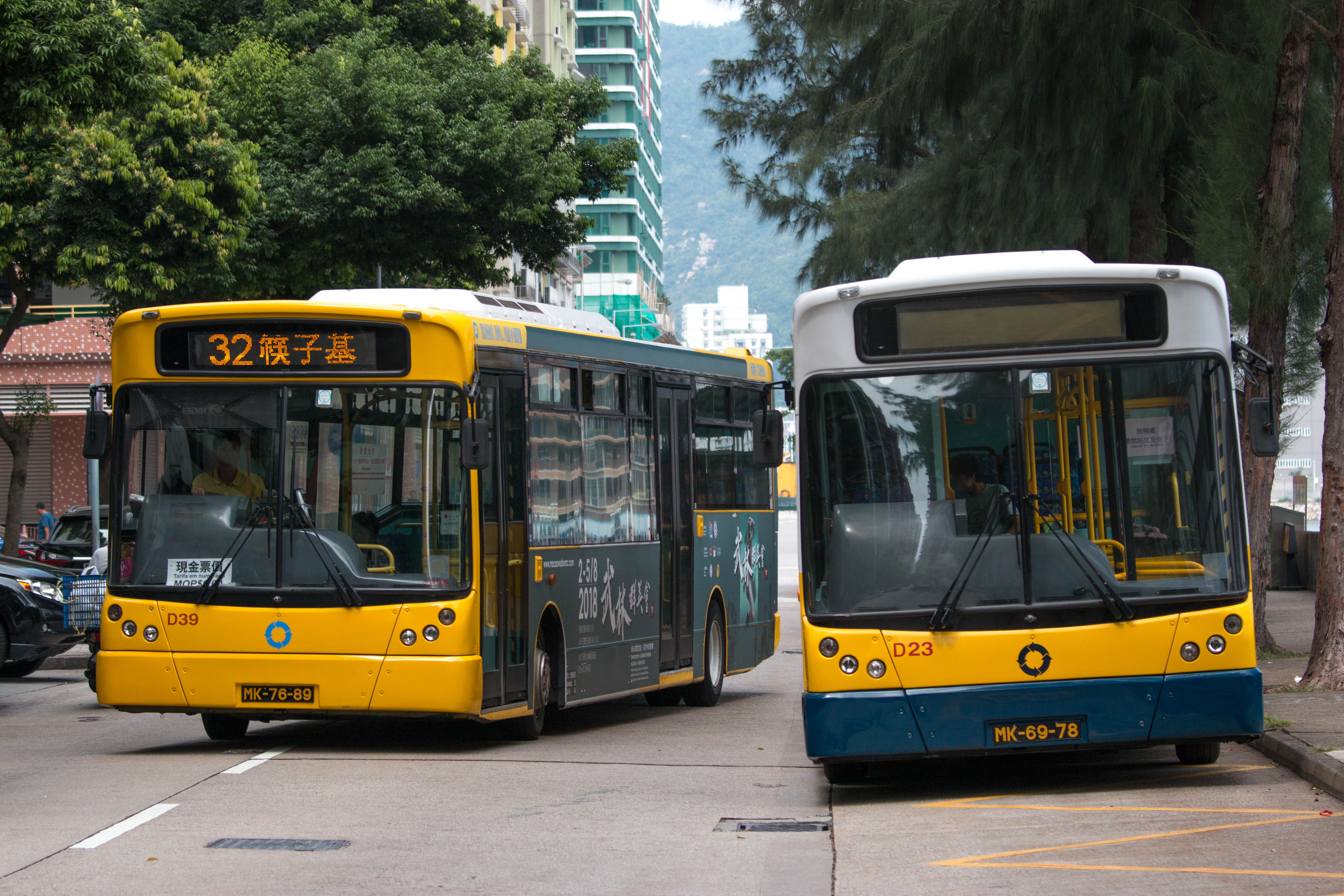
澳門新福利新色11米與舊色10米丹尼士飛鏢SLF（2018年8月）
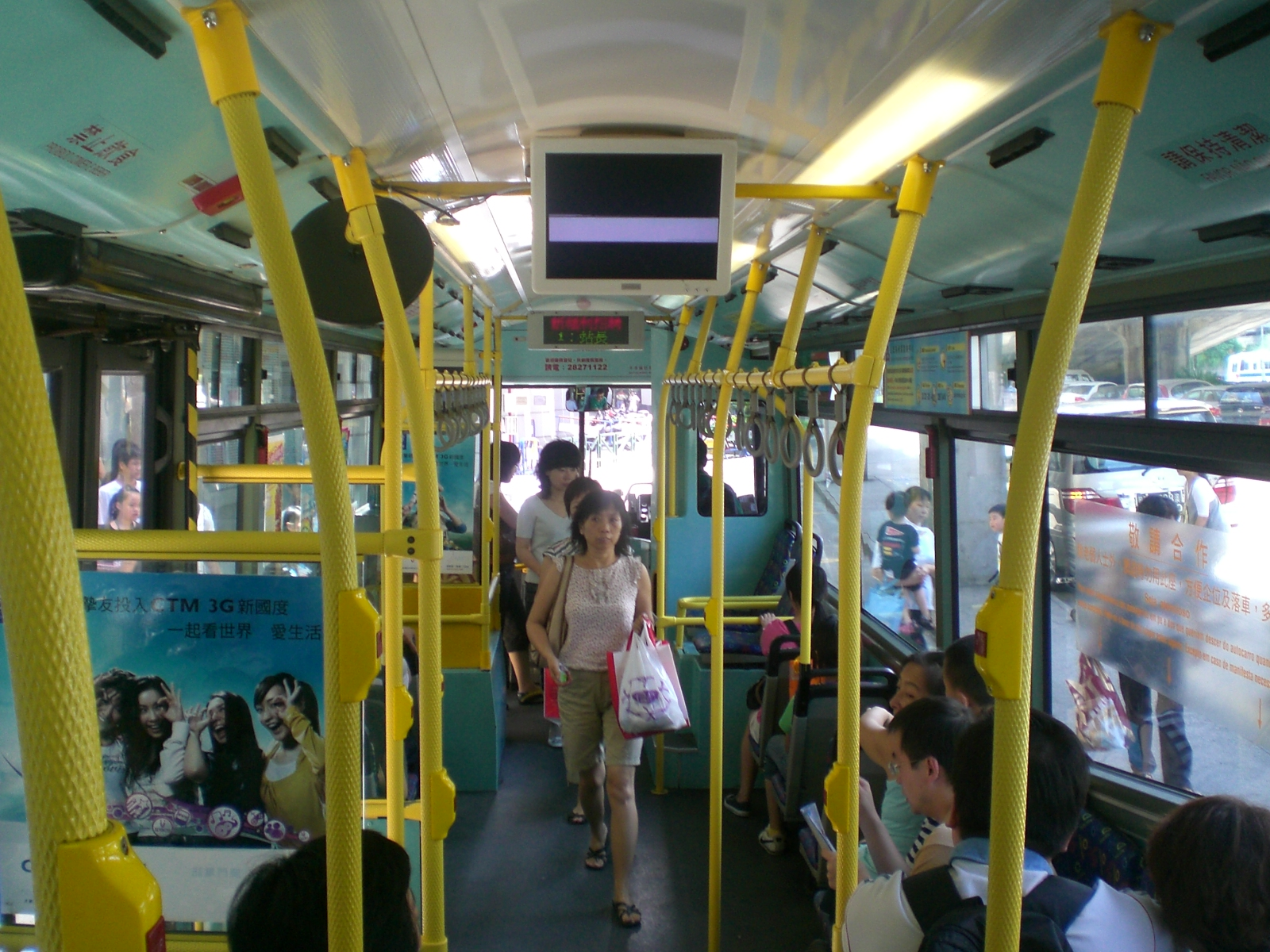
澳門新福利的11米丹尼士飛鏢SLF車廂內部（2007年7月）
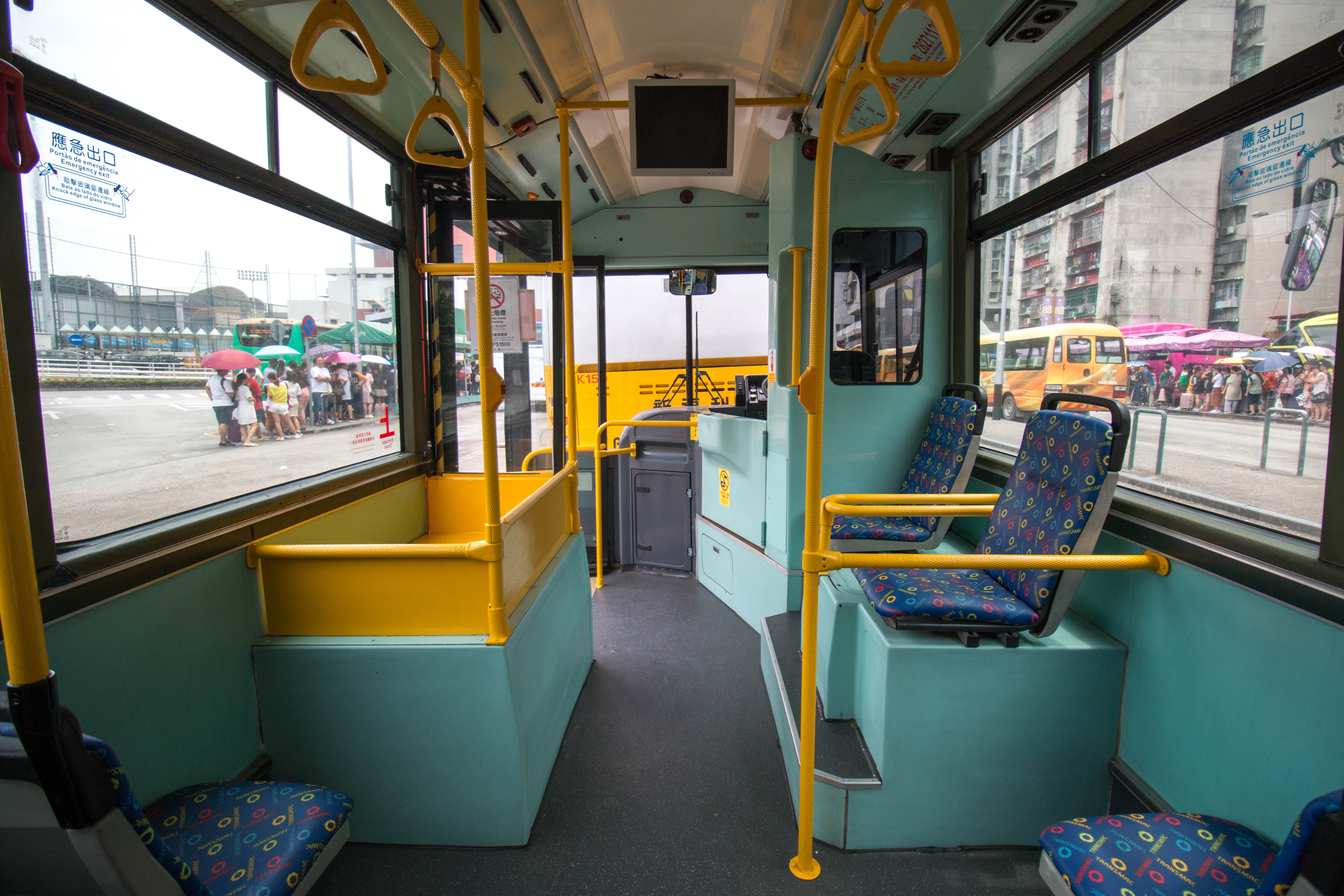
澳門新福利的10米丹尼士飛鏢SLF車廂內部（2018年8月）
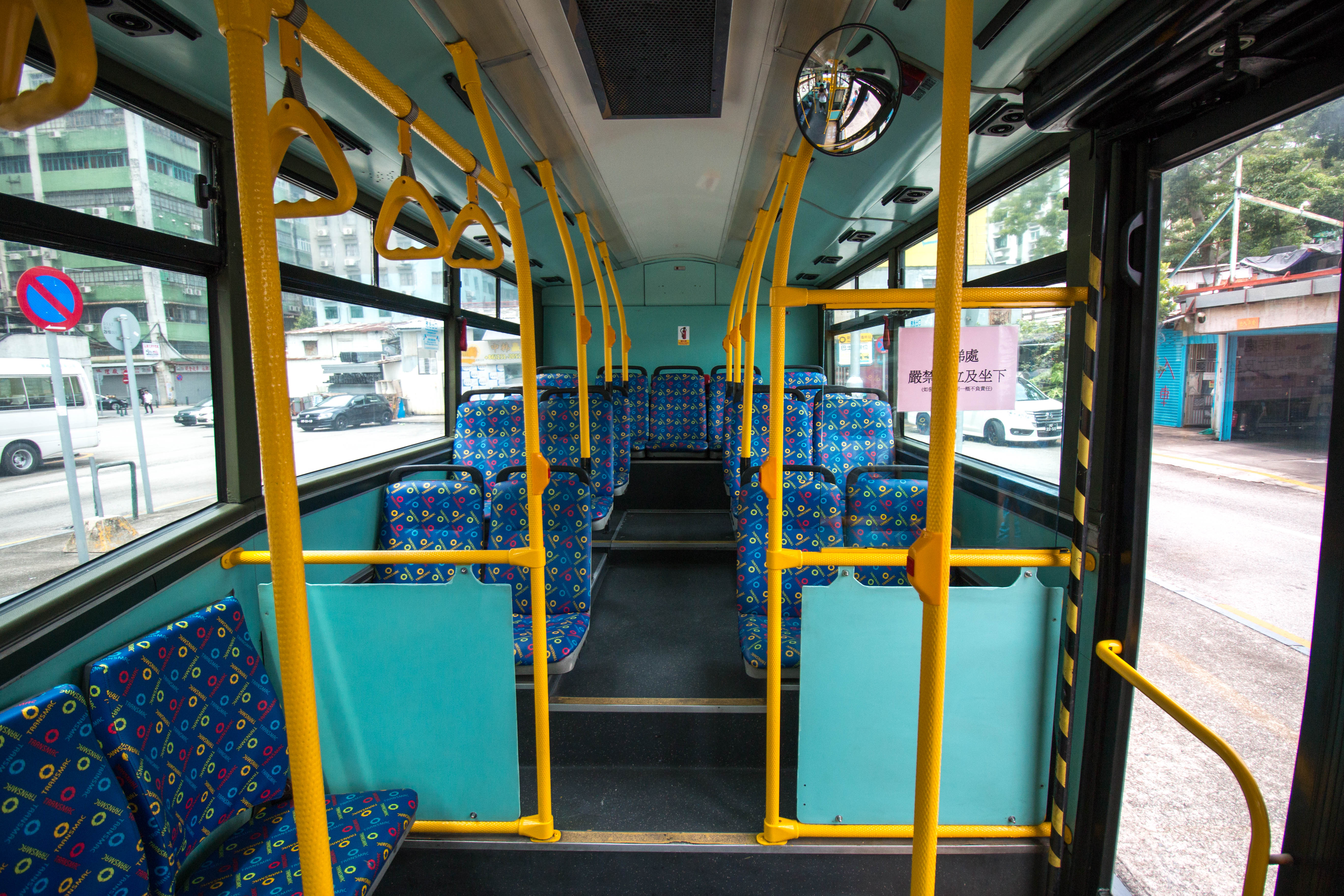
澳門新福利的10米丹尼士飛鏢SLF車廂內部（2018年8月）
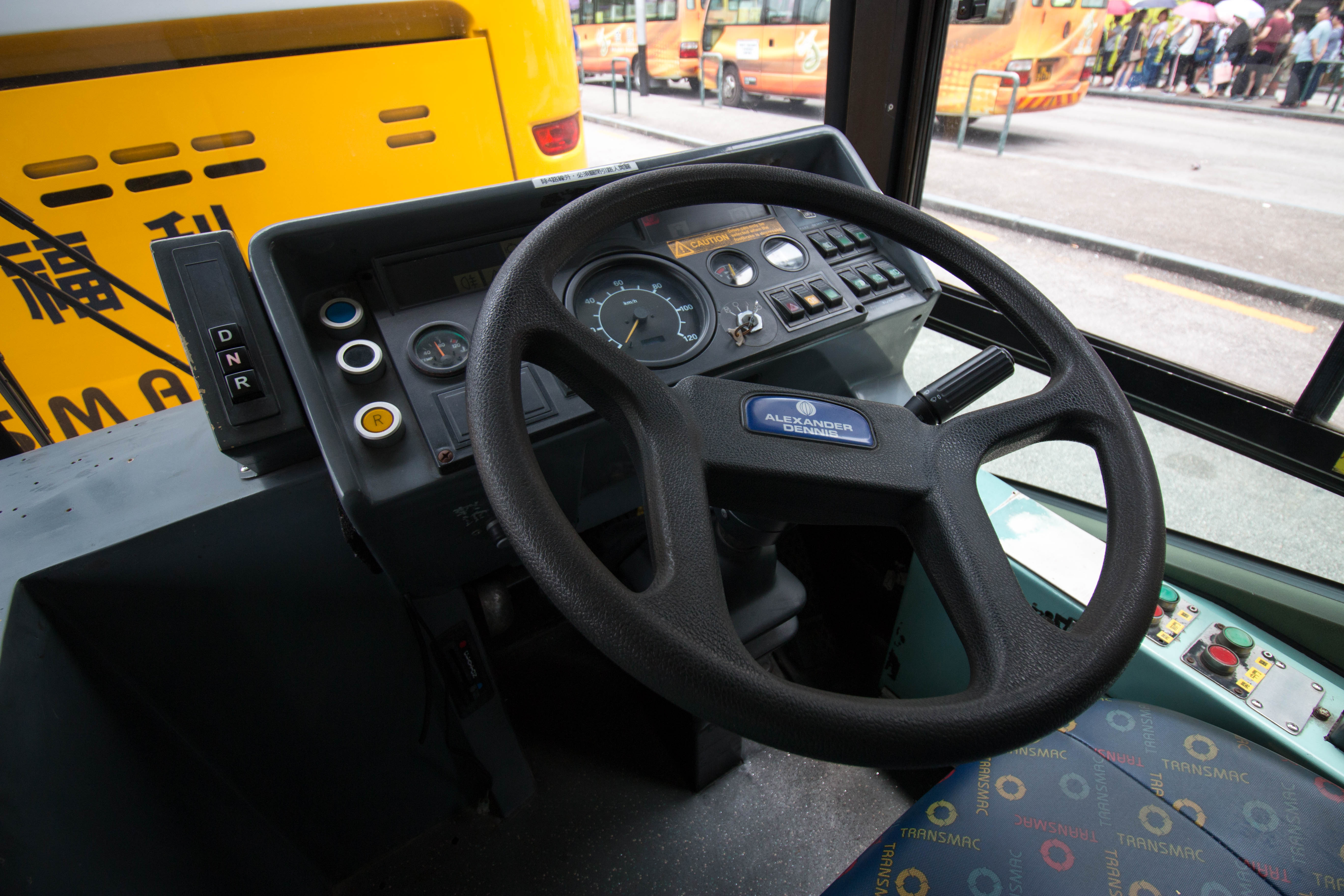
澳門新福利的10米丹尼士飛鏢SLF駕駛位（2018年8月）
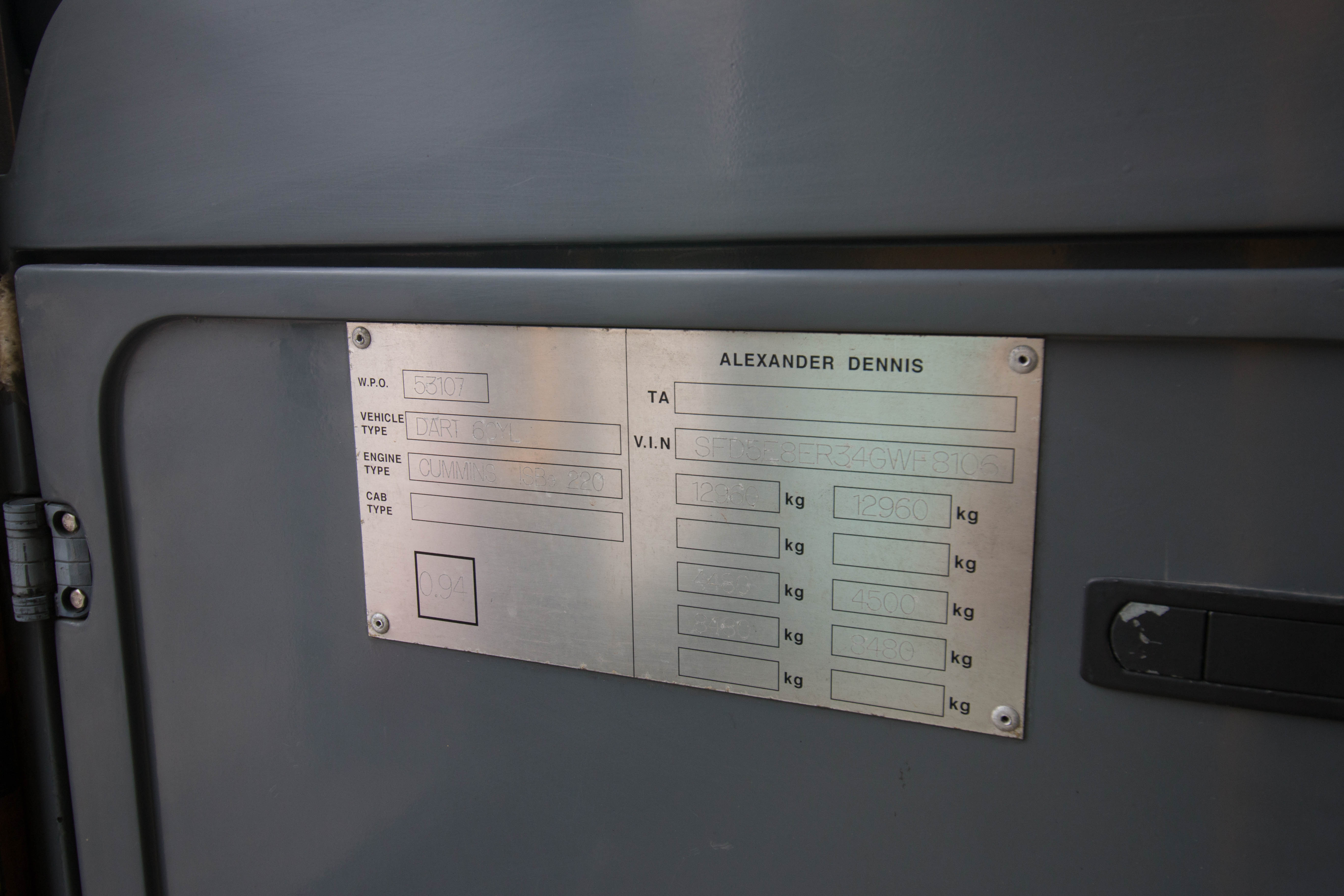
澳門新福利的10米丹尼士飛鏢SLF銘牌（2018年8月）
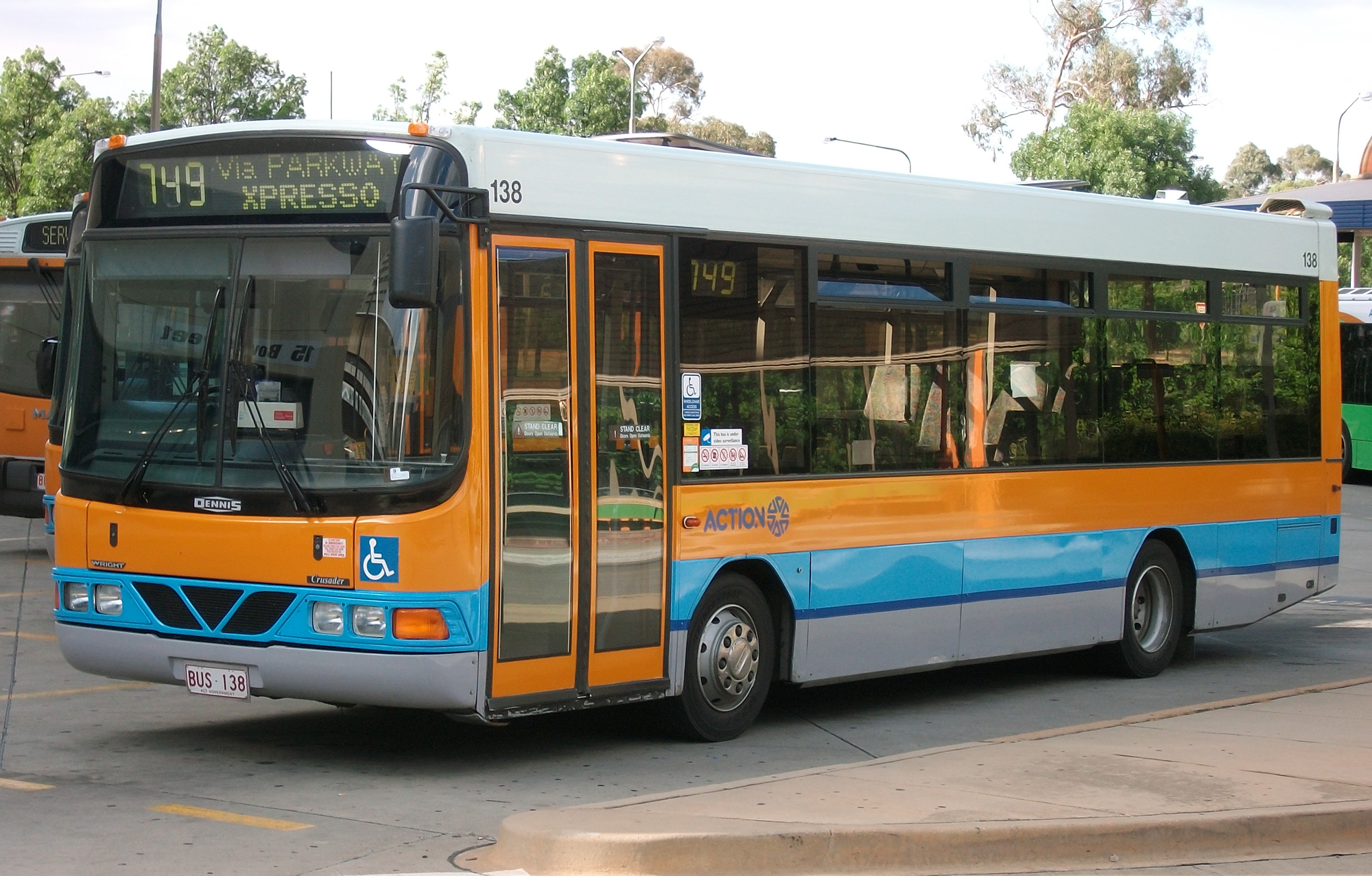
澳洲坎培拉一輛配以Wright Crusader車身的飛鏢SLF（2009年11月）

## 外部連結
- Alexander Dennis 飛鏢官方網頁
- 香港巴士大典上的相关条目：丹尼士飛鏢